# جيلي للسيارات

الشعار المستخدم من 2018 إلى 2020

جيلي للسيارات القابضة المحدودة (بالإنجليزية: Geely Automobile Holdings Limited)‏، والمعروفة أيضًا باسم جيلي للسيارات (بالإنجليزية: Geely Auto)‏ (/ˈdʒiːli/) (بالصينية: 吉利汽车; البينيين: Jílì QÌchē) هي علامة السيارات الأساسية لمجموعة شركات تصنيع السيارات الصينية جيلي. تم إدراج جيلي للسيارات القابضة المحدودة في بورصة هونج كونج ويتم التحكم فيها من خلال الممتلكات في مجموعة تشجيانغ جيلي القابضة، وهي العلامة التجارية الرئيسية لشركة ZGH والتي تباع بشكل أساسي في الصين وأسواق خارجية مختارة.
اعتمدت العديد من منتجات جيلي المبكرة على شيالي، وهو نوع مختلف من دايهاتسو شاريد عام 1987. نماذج مثل Haoqing (豪情) (خمسة أبواب)، Merrie (美日) (خمسة أبواب)، Uliou (优利欧) (أربعة أبواب)، وUrban Nanny (شاحنة صغيرة وشاحنة صغيرة) لها تمثيلية قواعد، ولكنها تتميز بشبكة أكثر بروزًا مطلية بالكروم .
جيلي للسيارات هي العلامة التجارية الأصلية للمجموعة. تنقسم منتجات جيلي للسيارات إلى ثلاثة عصور: عصر 1.0 (1997-2007)، عصر 2.0 (2007-2014)، عصر 3.0 (2014 إلى الوقت الحاضر). قبل عصر 3.0 الحالي، كانت منتجات جيلي أوتو تُباع أيضًا تحت علامات تجارية مختلفة، بما في ذلك إمجراند وإنجلون وجليجل وشانغهاي مابل. بعد دخول عصر 3.0، تم إيقاف جميع العلامات التجارية الأخرى وتم دمج منتجاتها تحت العلامة التجارية جيلي للسيارات.

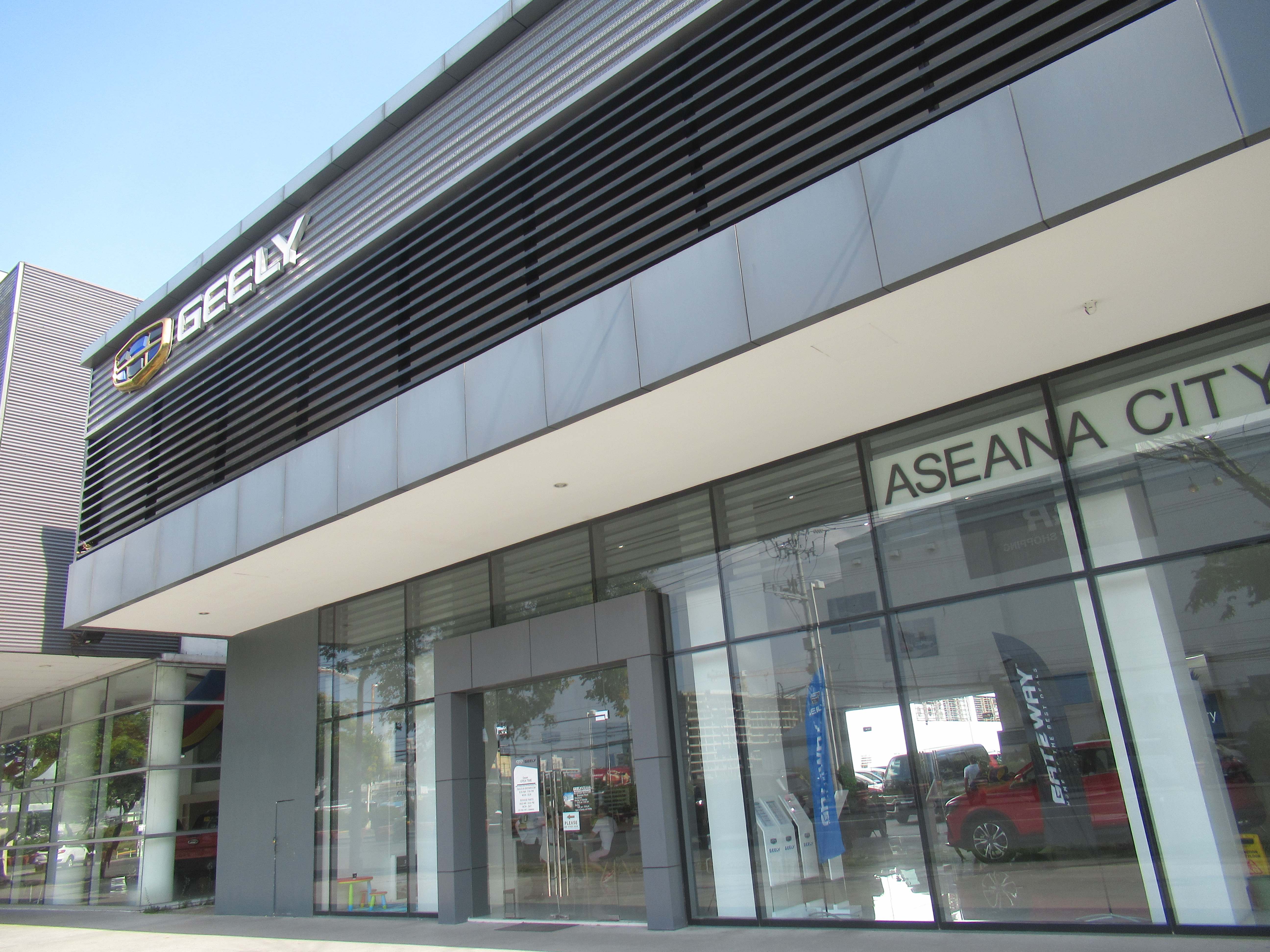
صالة عرض جيلي في الصين 2018

يتم تصنيع سيارات جيلي باستخدام منصة معمارية معيارية، يُشار إليها بالاختصارات سي إم إيه، وبي إم إيه، وإن إل، وإف إي، وكيه سي.

## النماذج الحالية

### جيلي للسيارات

#### سيارة
- جيلي باندا ميني إي في (2023 إلى الوقت الحاضر)، سيارة صغيرة
- جيلي إمجراند (2010 إلى الوقت الحاضر)، سيارة سيدان مدمجة
- جيلي إمجراند إل (2019 إلى الوقت الحاضر)، سيارة سيدان مدمجة
- جيلي بينروي (2018 إلى الوقت الحاضر)، سيارة سيدان مدمجة
- جيلي شينغروي (2020 إلى الوقت الحاضر)، سيارة سيدان متوسطة الحجم

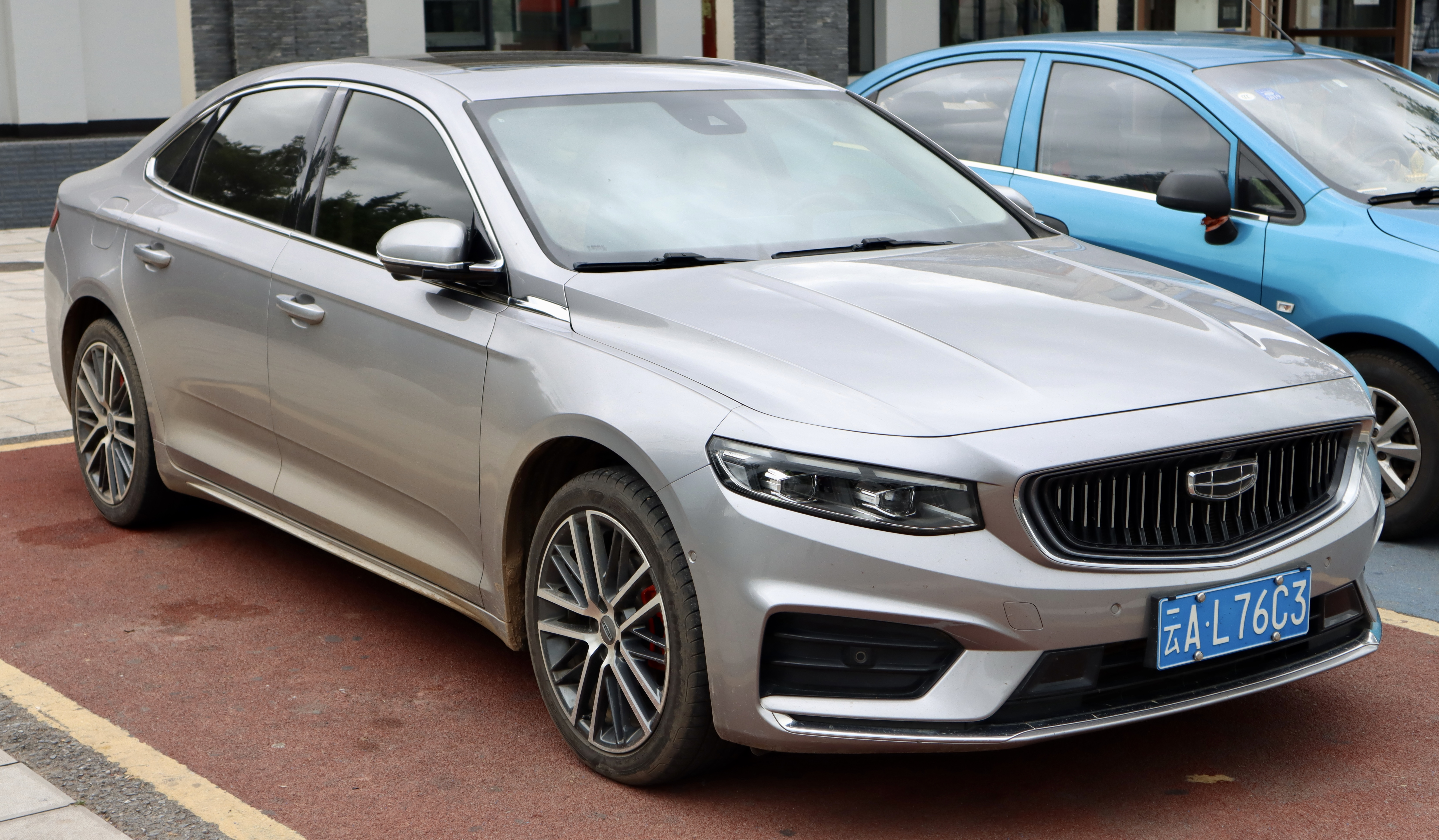
مقدمة جيلي (شينغروي)
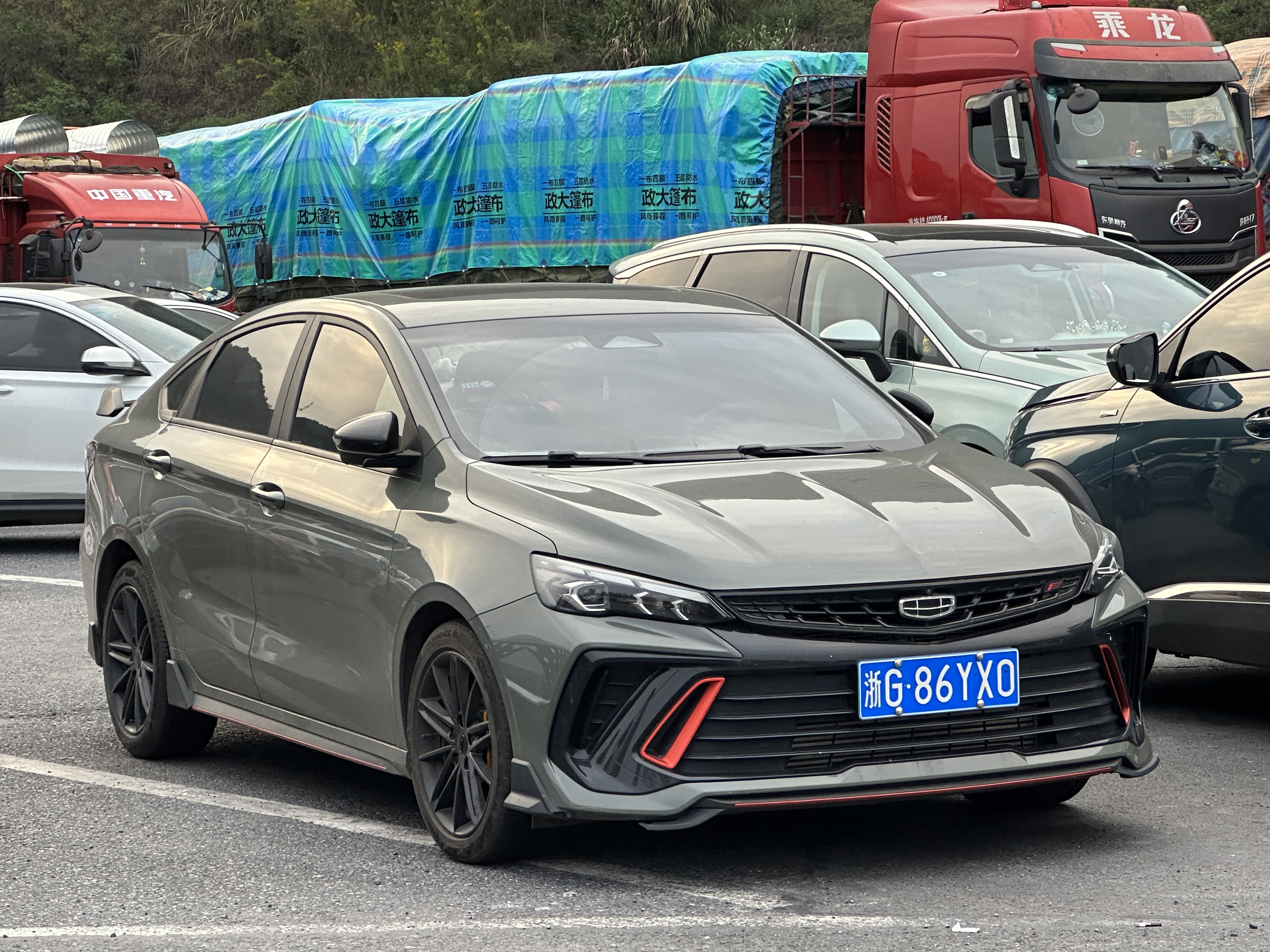
جيلي بينروي كول
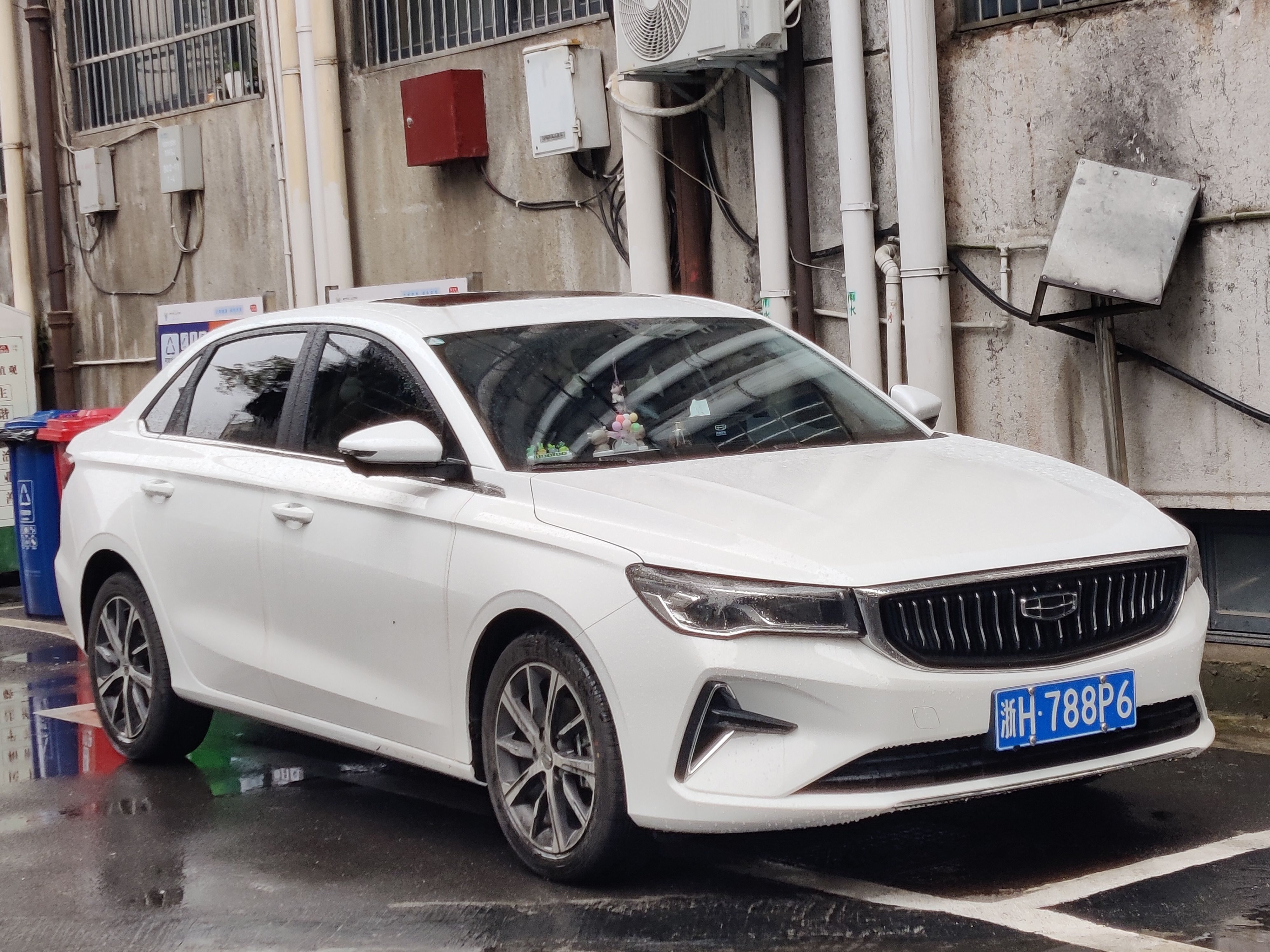
جيلي إمجراند
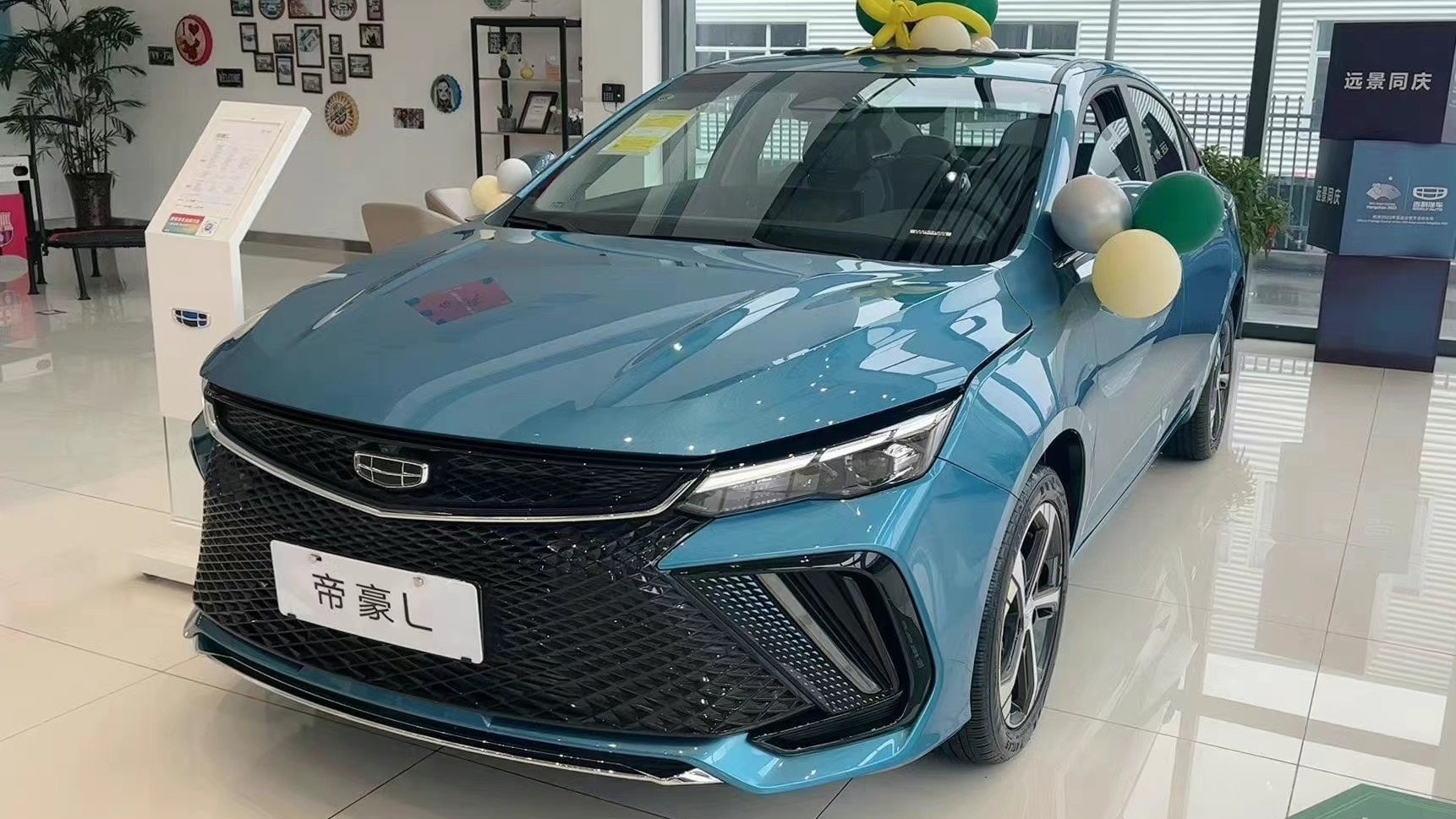
جيلي إمجراند إل
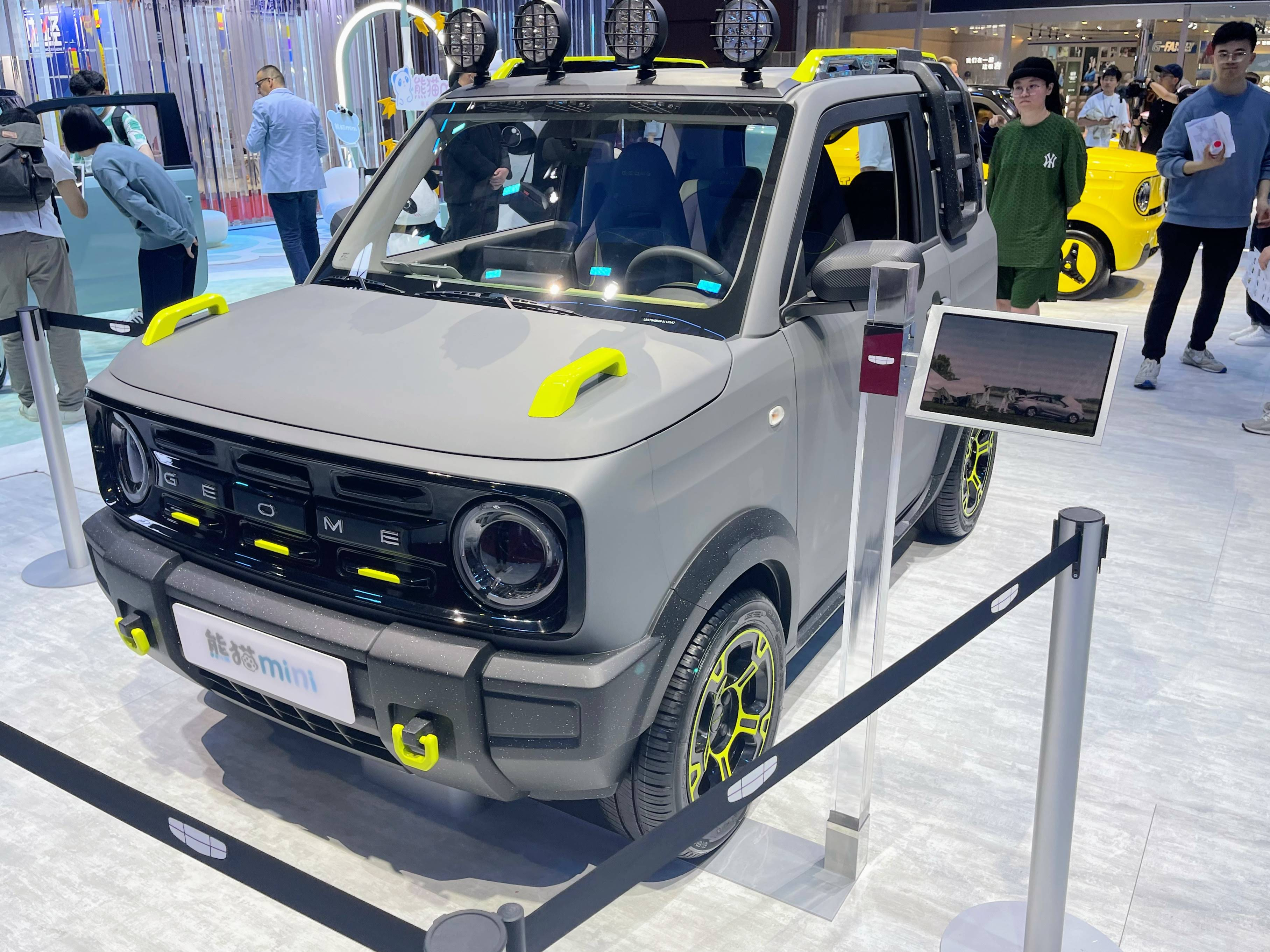
جيلي باندا ميني إي في

#### سيارات الدفع الرباعي (إس يو في)
- جيلي شينغيو (2019 إلى الوقت الحاضر)، سيارة دفع رباعي كوبيه مدمجة
- جيلي شينغيو إل (2021 إلى الوقت الحاضر)، سيارة دفع رباعي متوسطة الحجم
- جيلي هاويو إل (2020 إلى الوقت الحاضر)، سيارة دفع رباعي متوسطة الحجم
- جيلي بويو إل (2016 إلى الوقت الحاضر)، سيارة الدفع الرباعي المدمجة
- جيلي بويو كول (2023 إلى الوقت الحاضر)، سيارة الدفع الرباعي المدمجة
- جيلي بينيو (2018 إلى الوقت الحاضر)، سيارة الدفع الرباعي صغيرة الحجم
- جيلي إمجراند إس (2019 إلى الوقت الحاضر)، سيارة الدفع الرباعي المدمجة
- جيلي أيكون (2019 إلى الوقت الحاضر)، سيارة الدفع الرباعي صغيرة الحجم
- جيلي فيجن إكس 3 (2017 إلى الوقت الحاضر)، سيارة الدفع الرباعي صغيرة الحجم
- جيلي فيجن إكس 6 (2012 إلى الوقت الحاضر)، سيارة الدفع الرباعي المدمجة

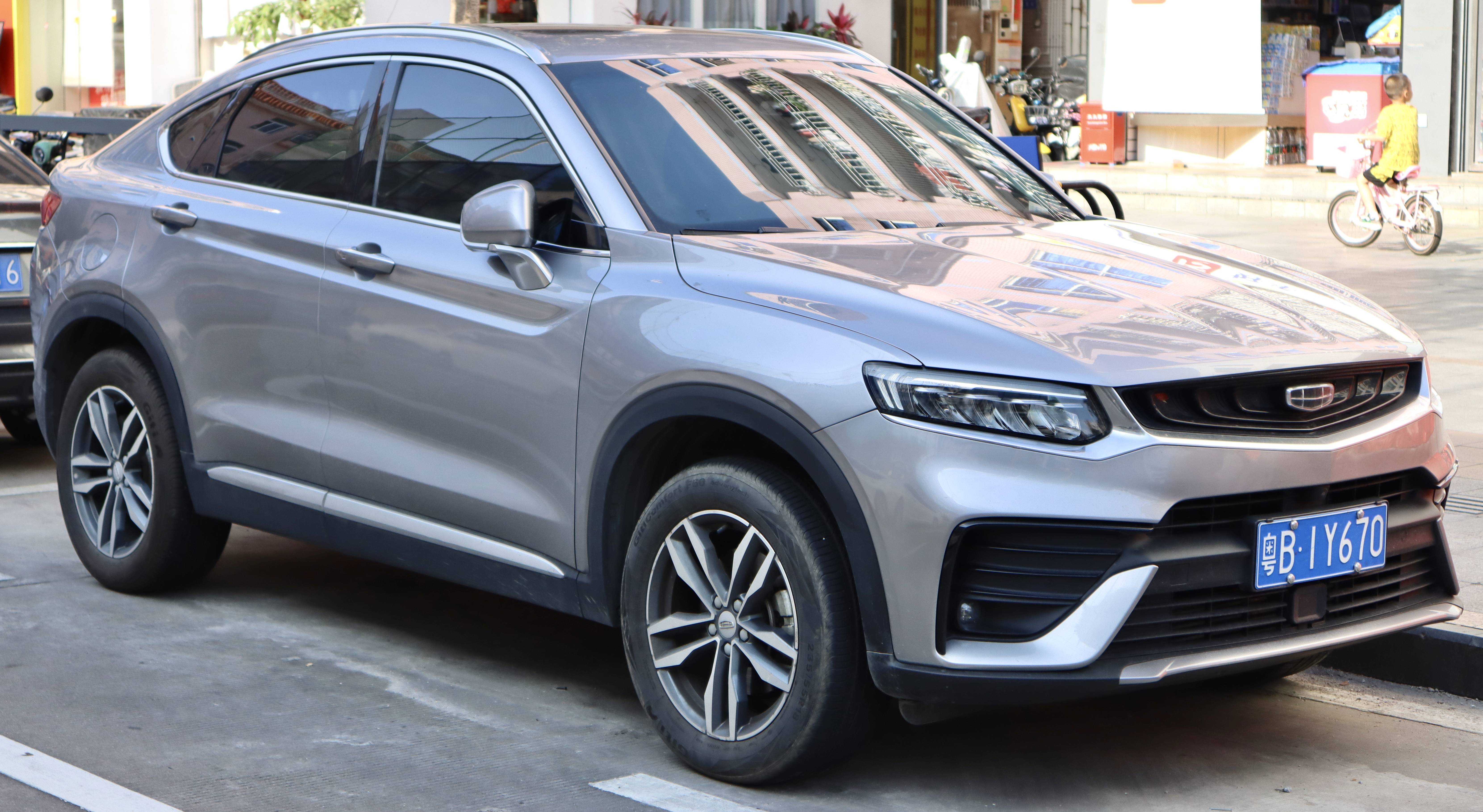
جيلي شينغيو
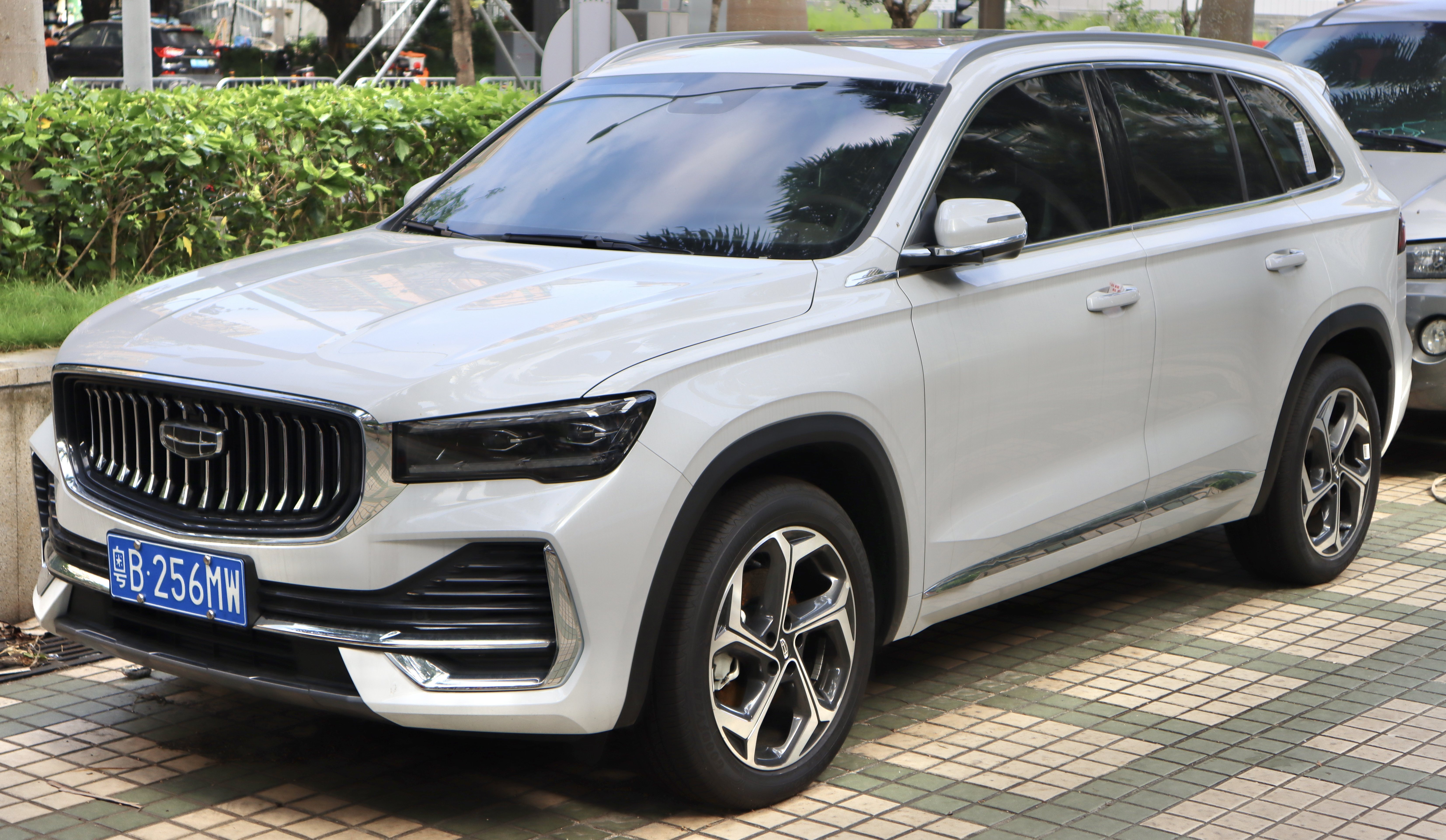
جيلي شينغيو إل
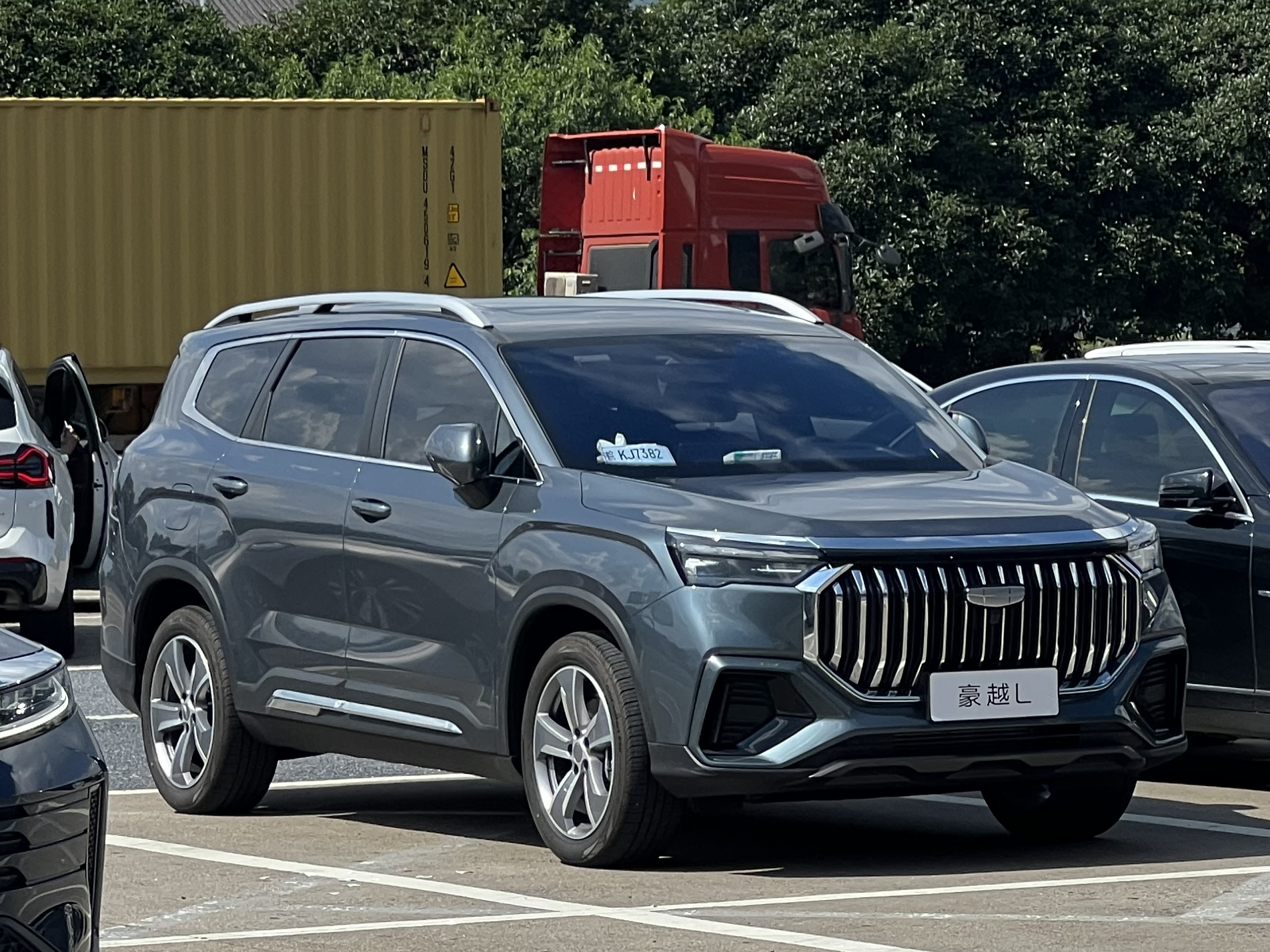
جيلي هاويو إل
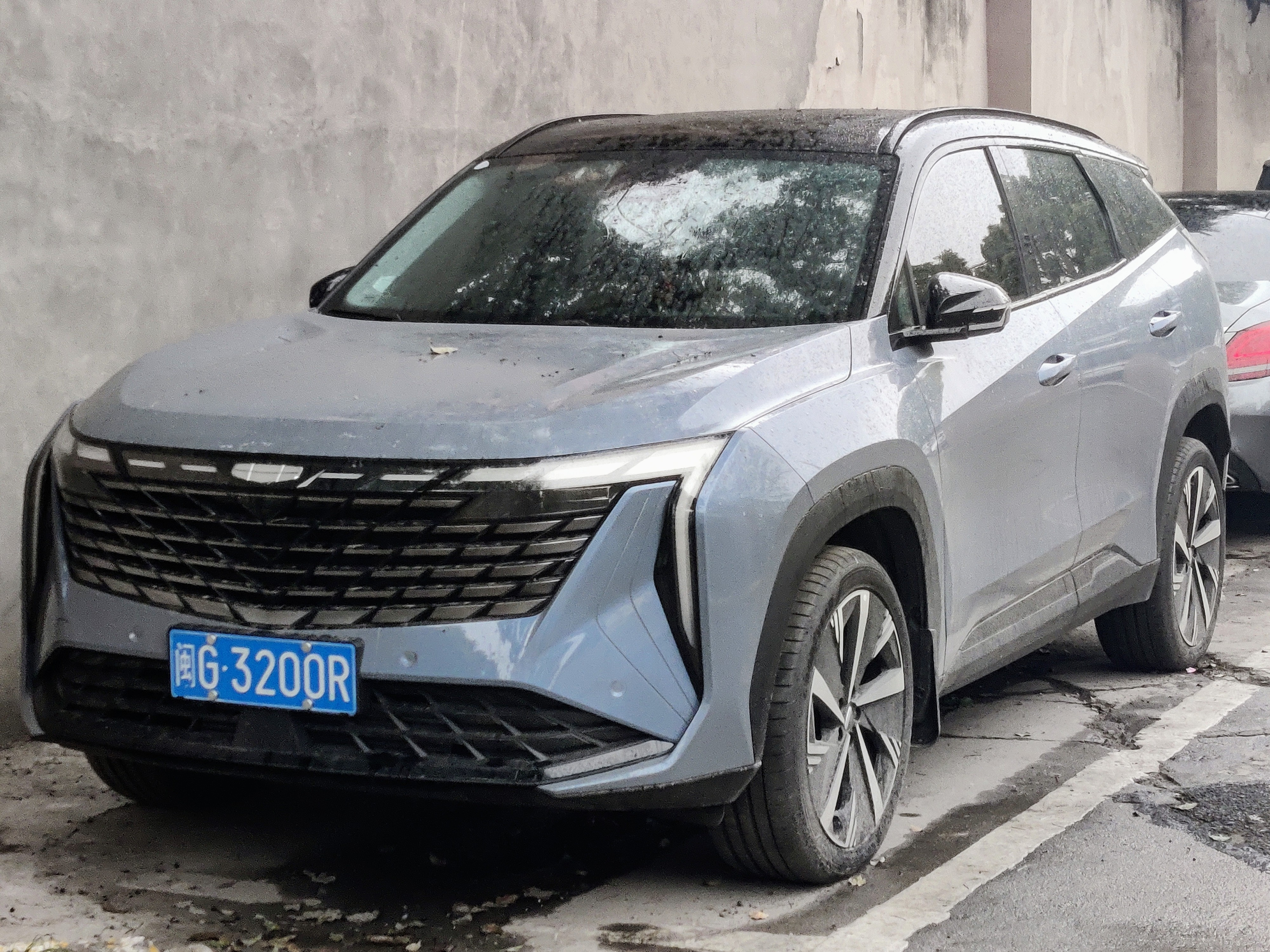
جيلي بويو إل
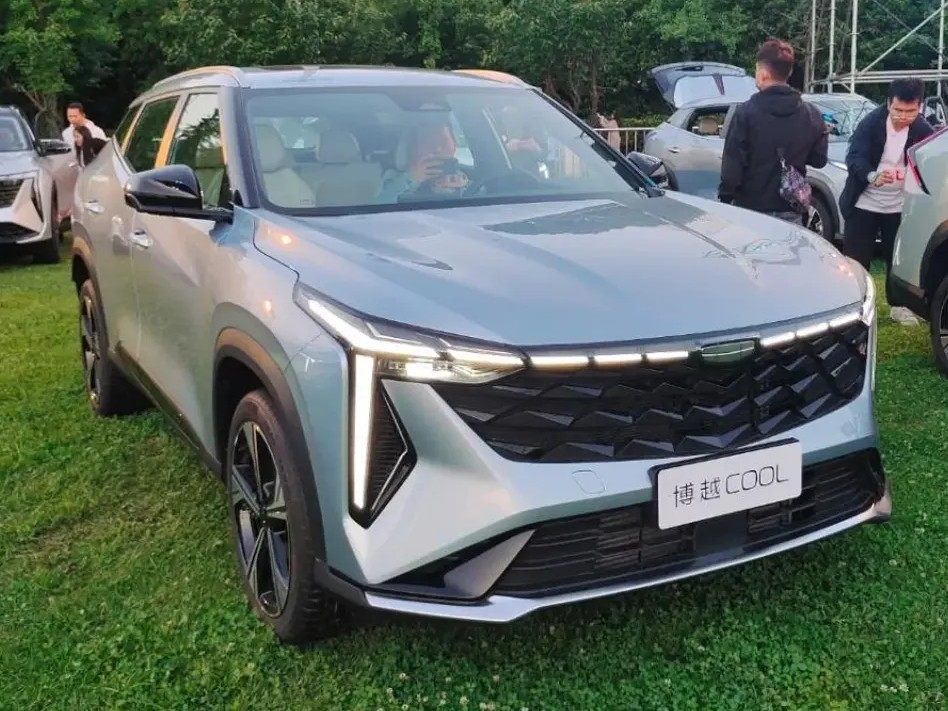
جيلي بويو كول
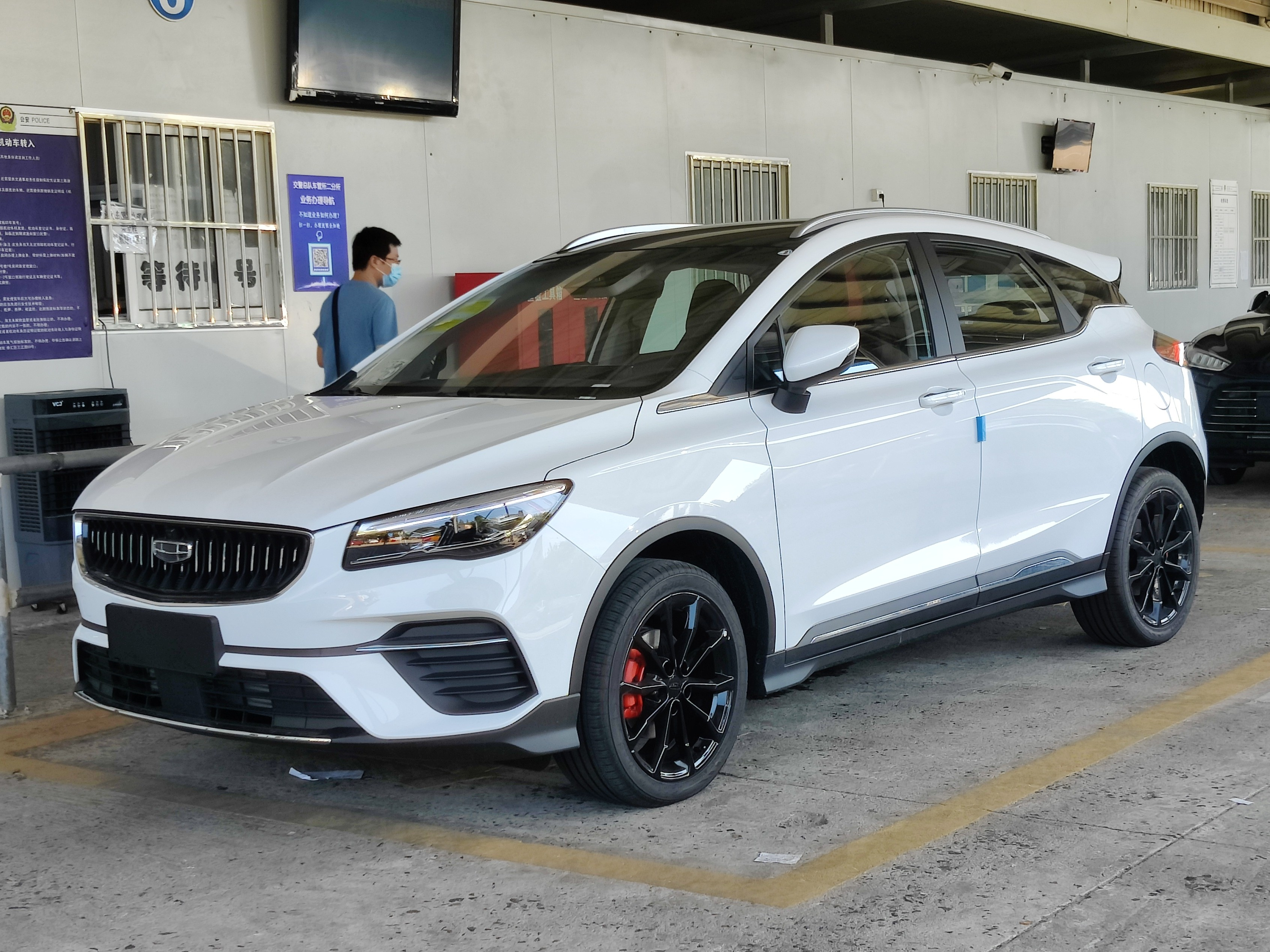
جيلي إمجراند إس
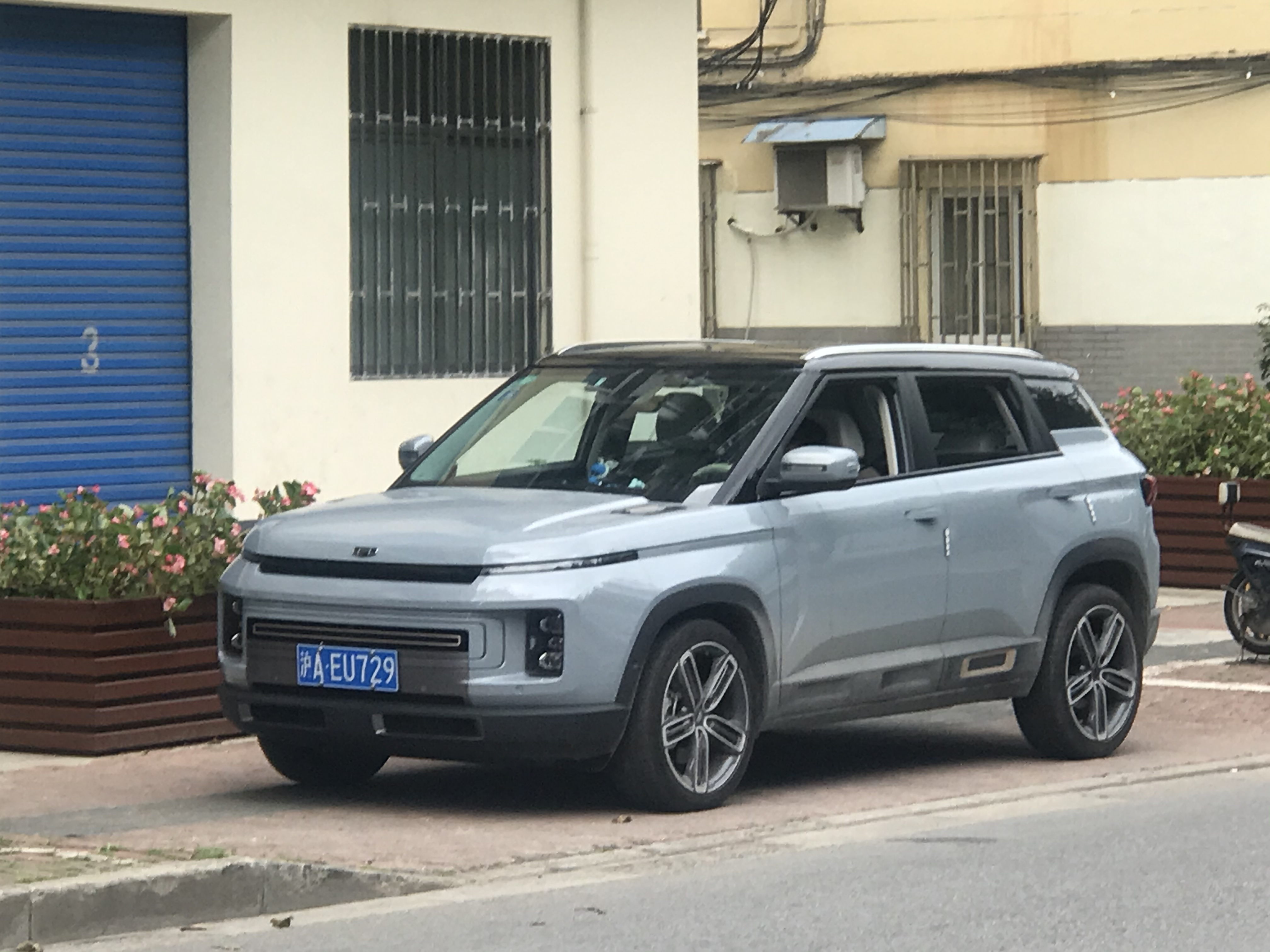
جيلي أيكون
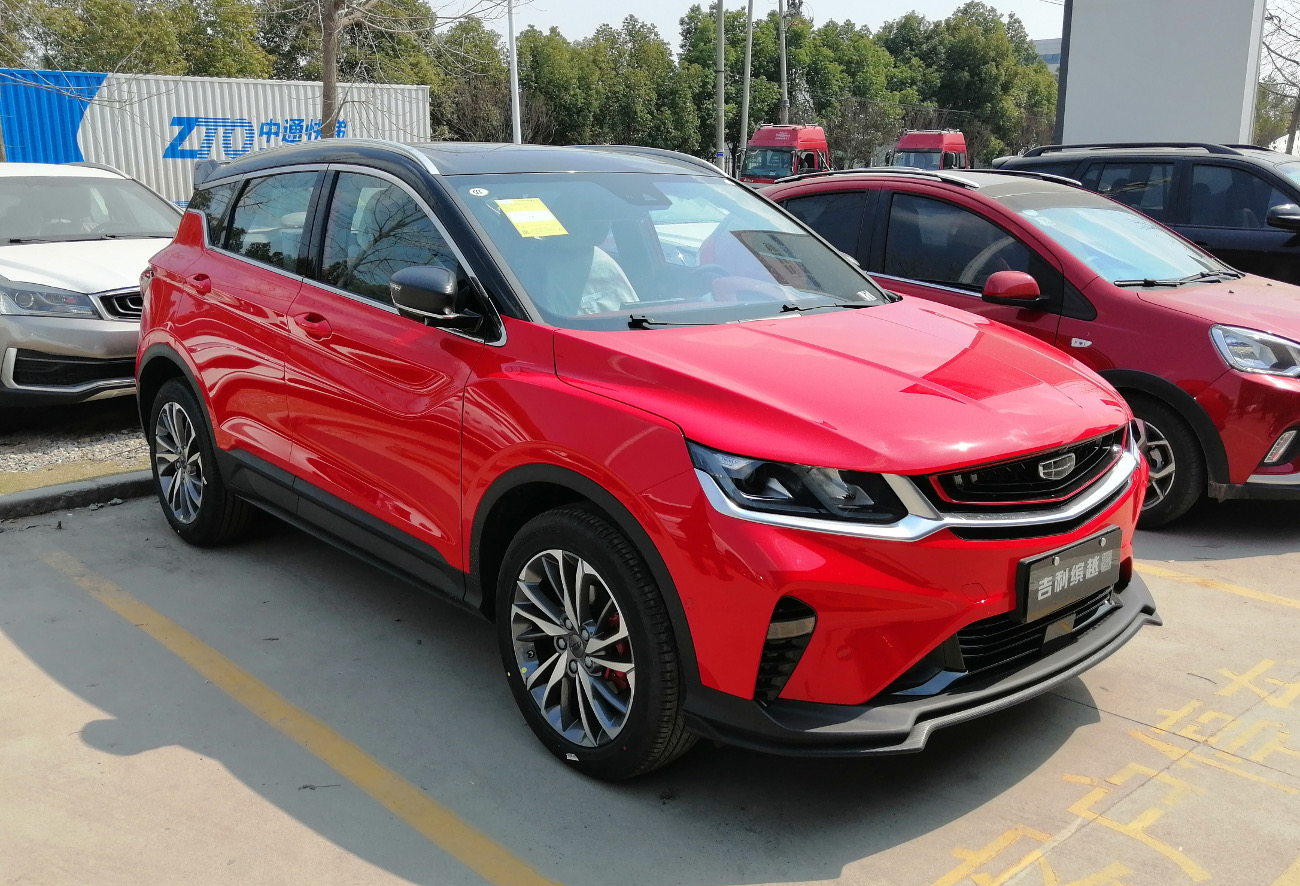
جيلي بينيو
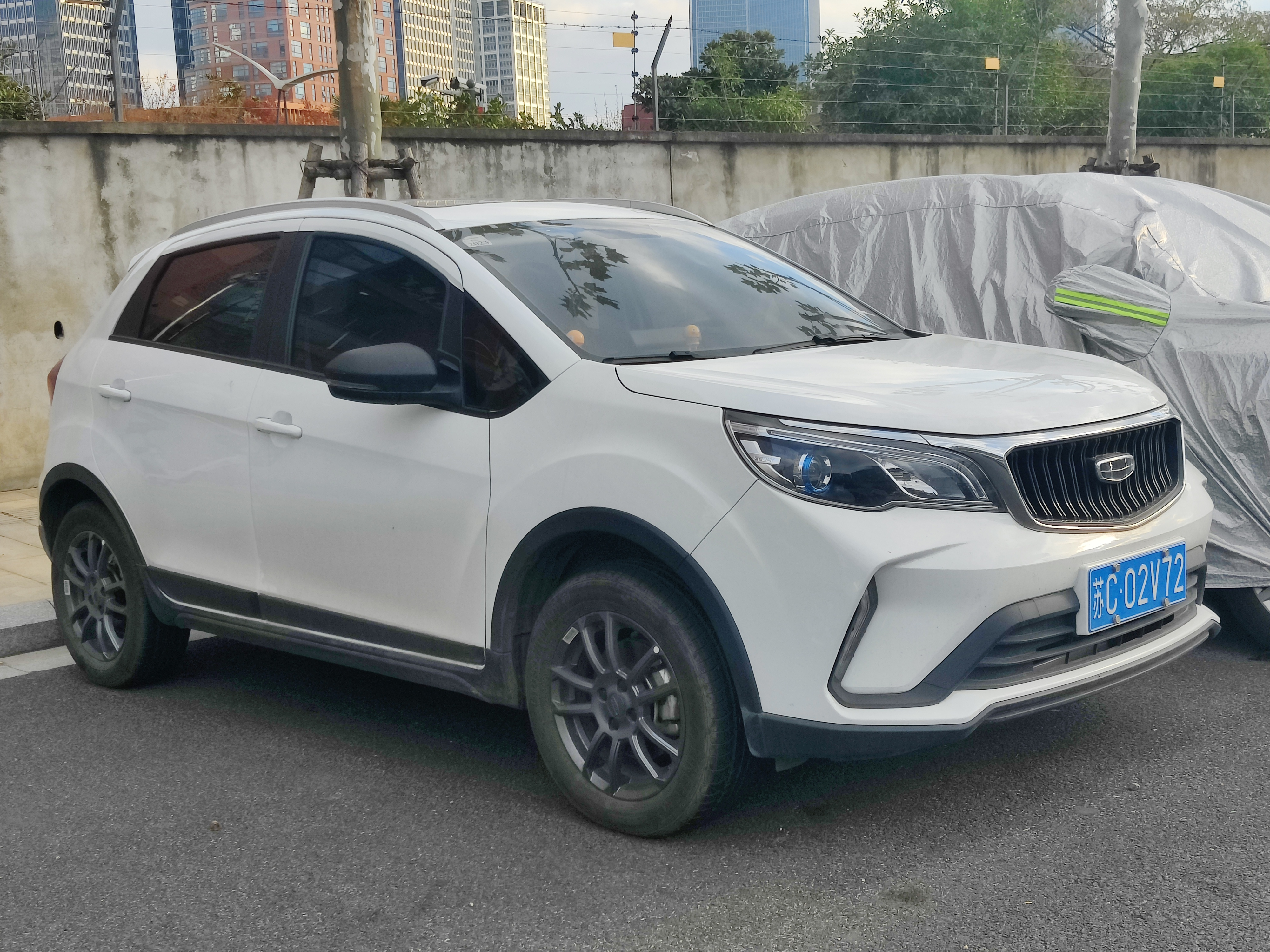
جيلي فيجن إكس 3
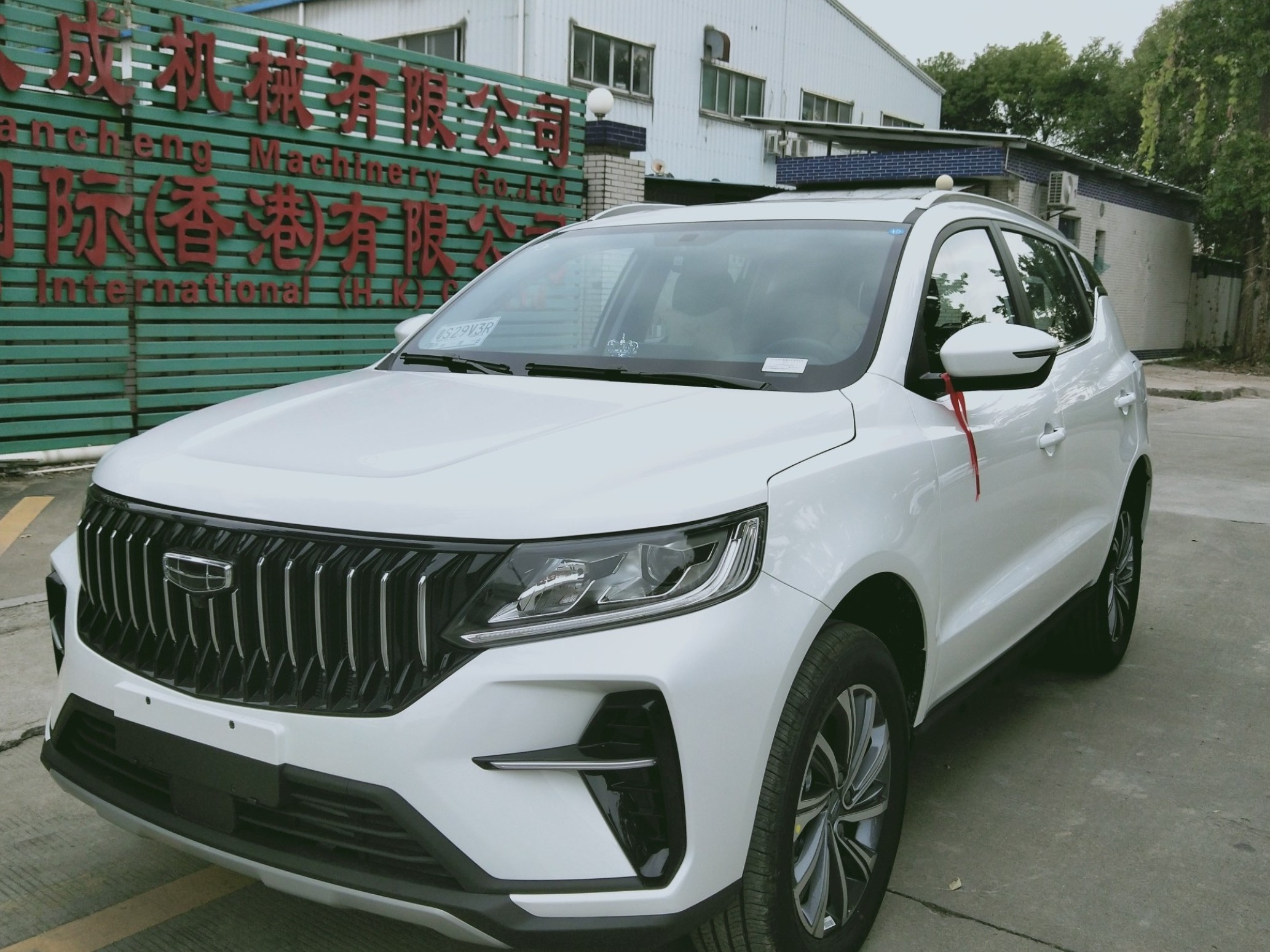
جيلي فيجن إكس

#### إم بي في
- جيلي جياجي (2019 إلى الوقت الحاضر)، إم بي في

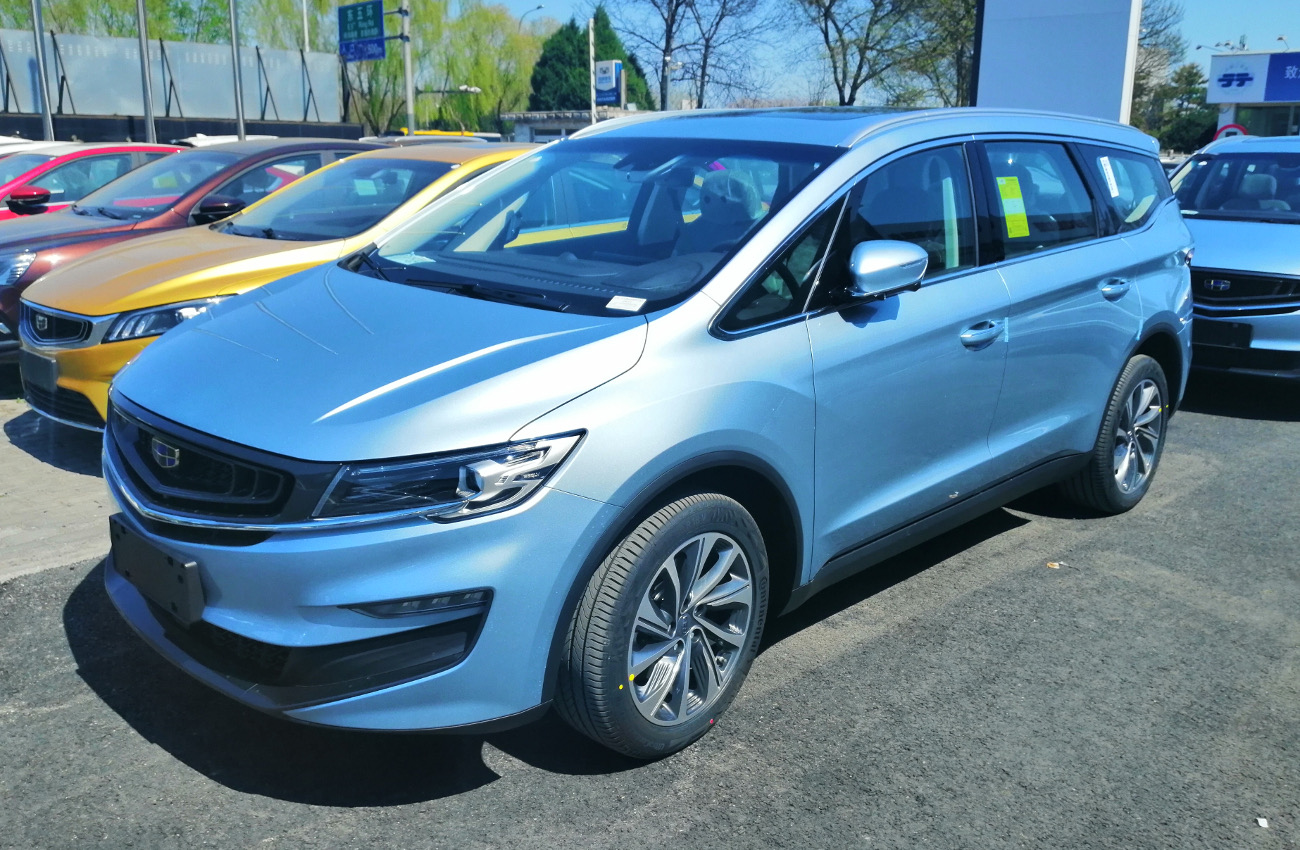
جيلي جياجي

### جيلي جالاكسي
جيلي جالاكسي هي مجموعة جيلي الراقية من "مركبات الطاقة الجديدة" (الهجينة والمركبات الكهربائية) للسوق التنفيذي. على الرغم من أن Yinhe تُترجم على أنها "درب التبانة"، تتم الإشارة إلى العلامة التجارية العالمية باسم Galaxy من قبل الشركة.

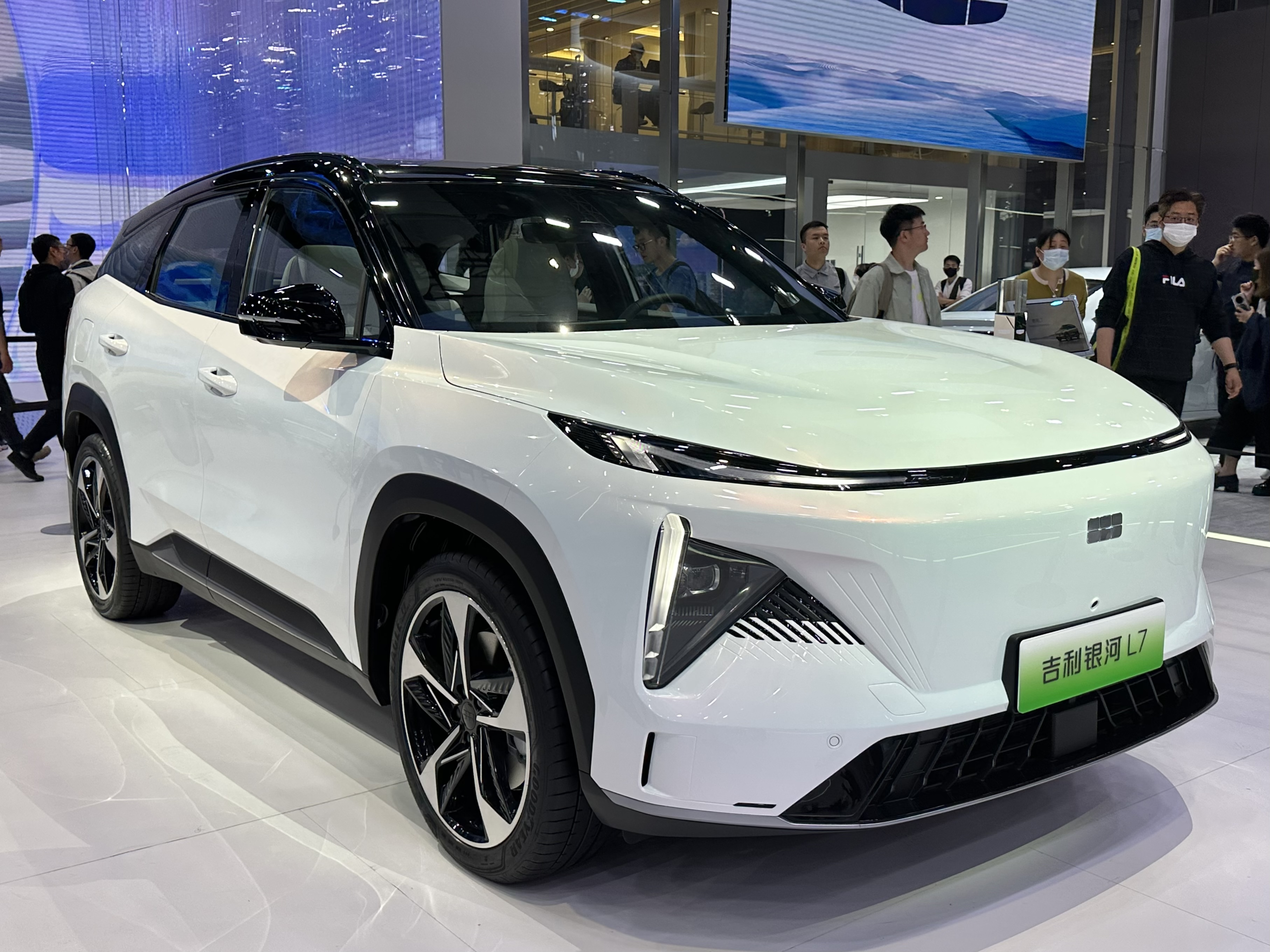
جيلي جالاكسي إل 7
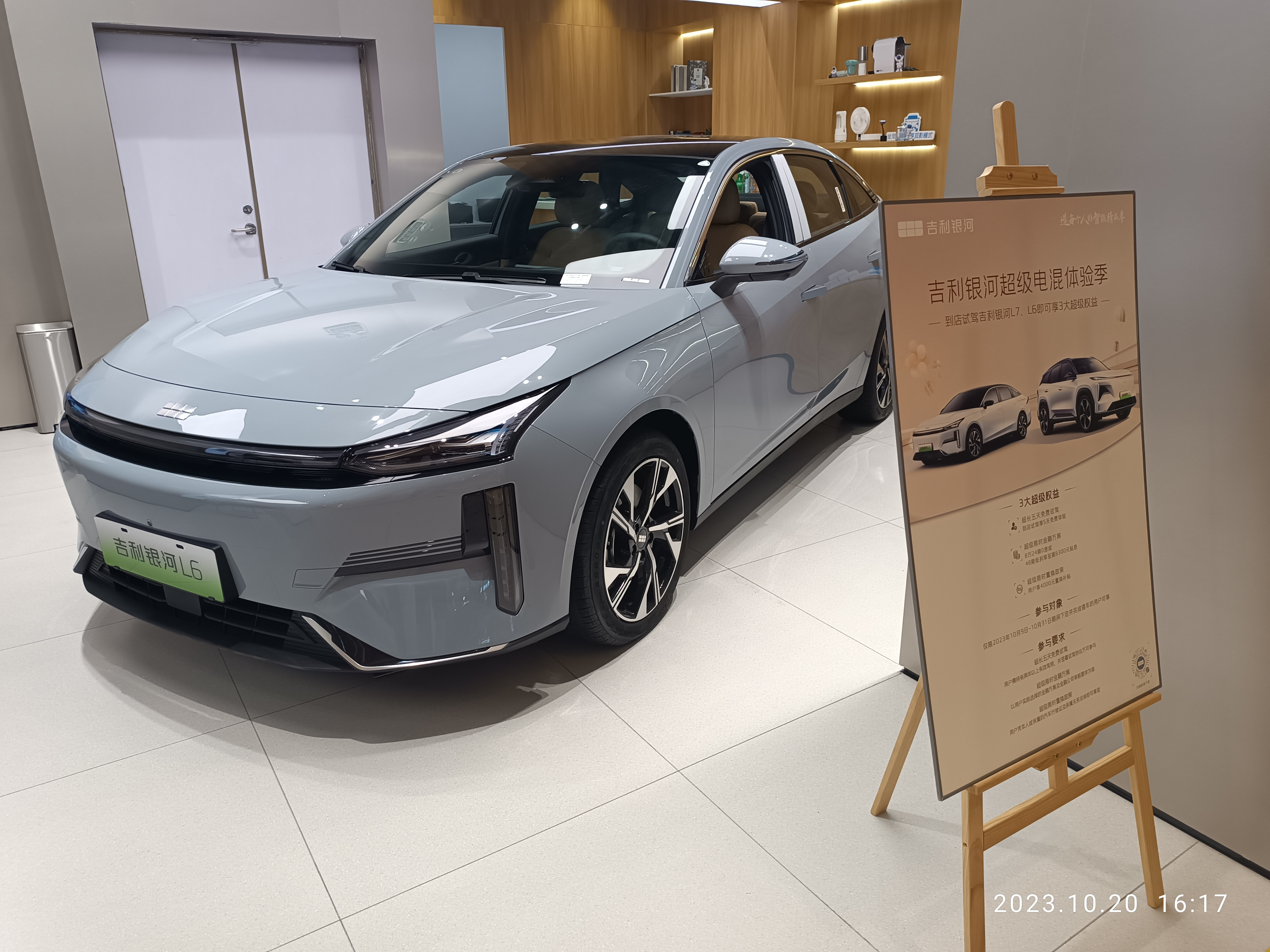
جيلي جالاكسي إل 6
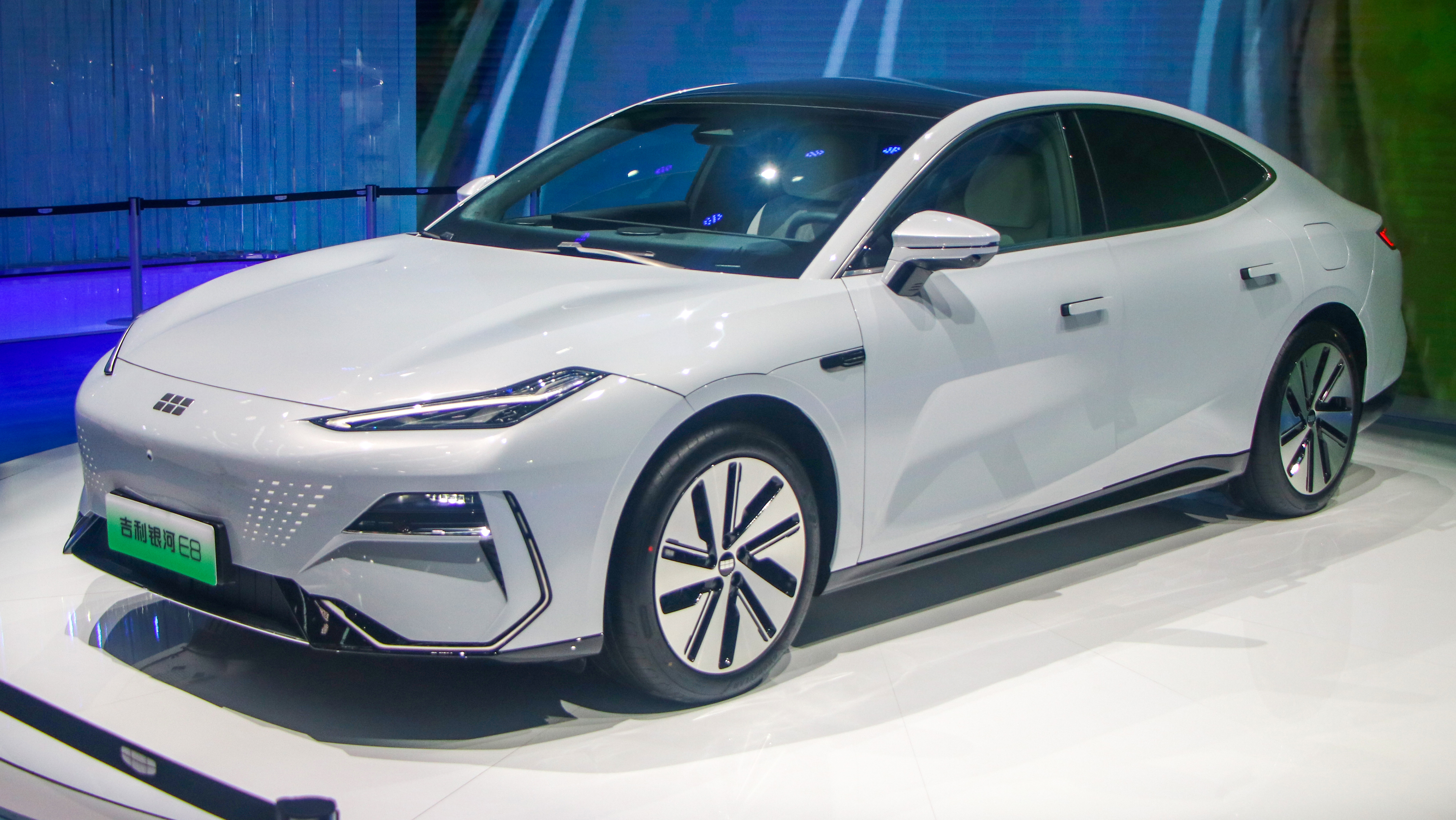
جيلي جالاكسي إي 8

### جيلي جيومتري
جيلي جيومتري هي مجموعة سيارات كهربائية فقط من جيلي. ومن المقرر إنشاء 10 نماذج بحلول عام 2025. تم إعادة دمج العلامة التجارية جيومتري في جيلي للسيارات كسلسلة منتجات كهربائية للمبتدئين في مارس 2023.

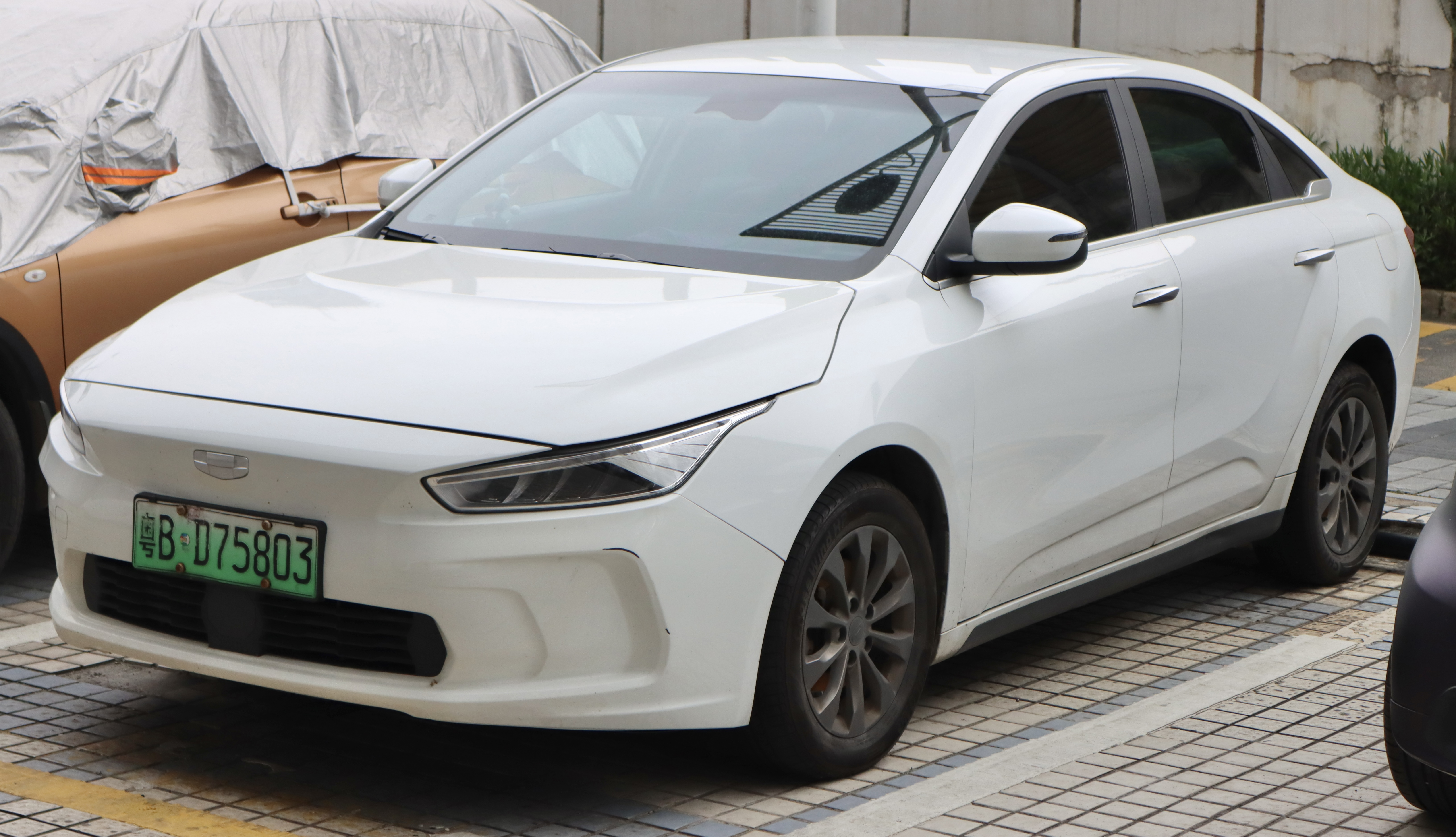
جيومتري إيه
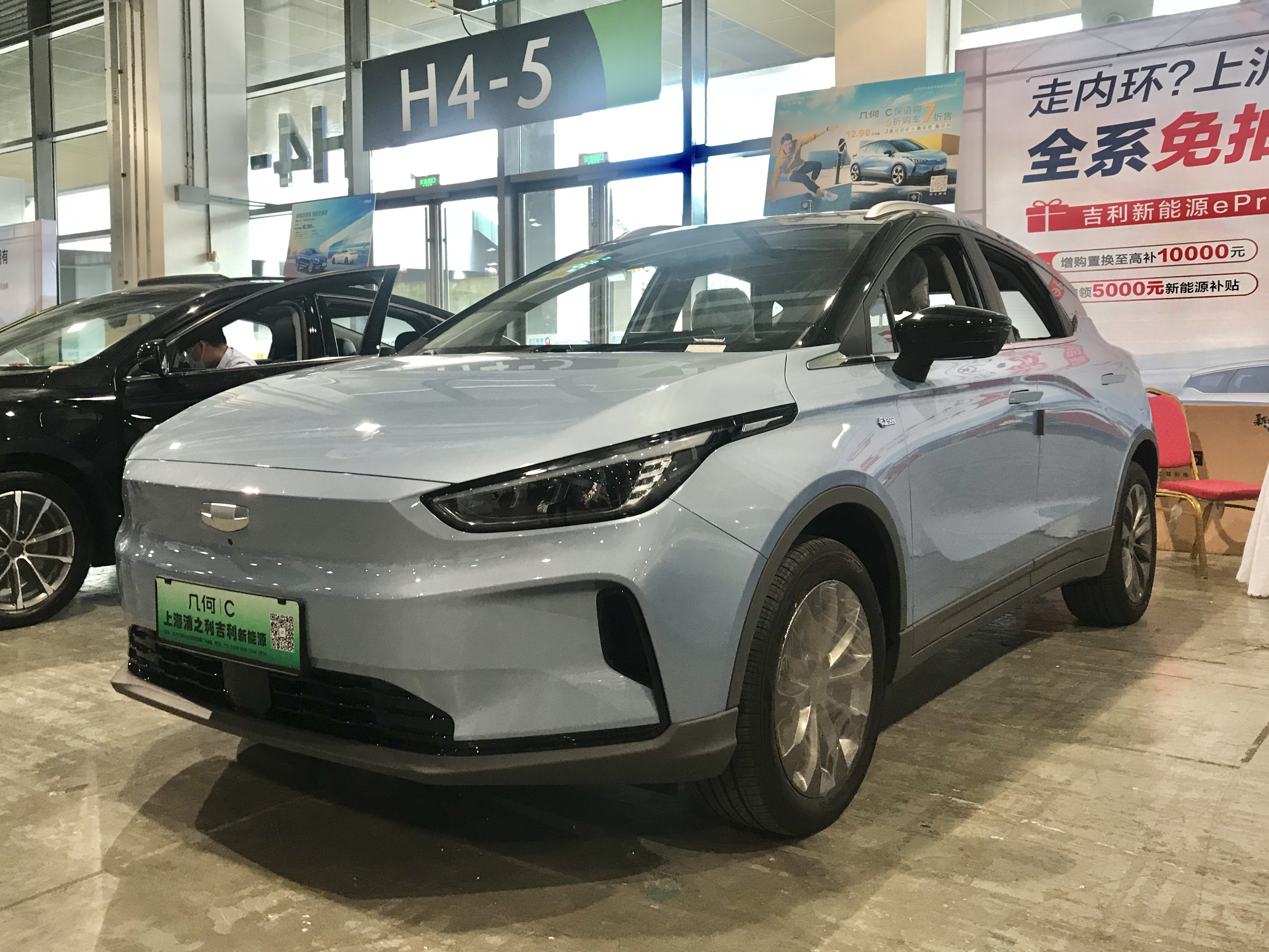
جيومتري سي
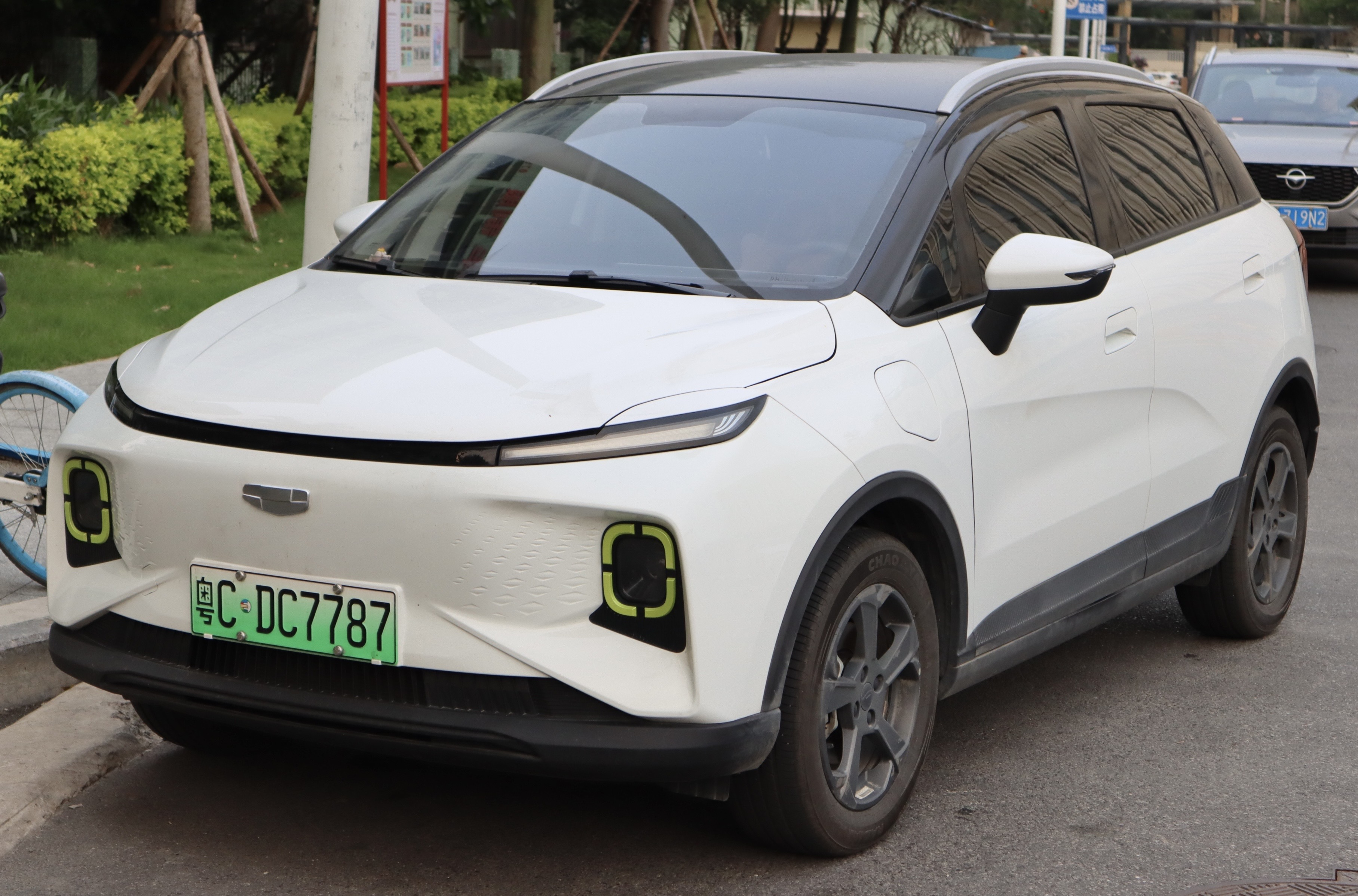
جيومتري إي

## النماذج المتوقفة

### جيلي للسيارات

#### سيارة
- جيلي بوروي (2015-2021)، سيارة متوسطة الحجم
- جيلي يوانجينغ إس 1 (远景 S1) (2017-2019)، سيارة مدمجة
- جيلي يوانجينغ إكس 1 (远景 X1) (2017-2021)، سيارة صغيرة
- جيلي يوانجينغ (远景 FC3) (2007-2021)، سيارة سيدان مدمجة
- جيلي MK/LG/KingKong (金刚) (2006-2020) سيدان
- جيلي باندا/LC(熊猫) (2008-2016)، سيارة مدمجة
- جيلي تشاينا دراجون (中国龙) (2008-2011)، كوبيه
- جيلي سي كيه/فريدوم كروزر (2005-2016)، سيدان
- جيلي BL/Beauty Leopard/BO (美人豹) (2003-2006)، كوبيه
- جيلي إم أر/أوليو (优利欧)/ميري (美日) ، (2003-2006)
- جيلي بي يو/Rural Nanny/Urban Nanny (2001-2007)
- جيلي HQ/Haoqing/Haoqing SRV (豪情/豪情SRV) (1998-2006)، هاتشباك

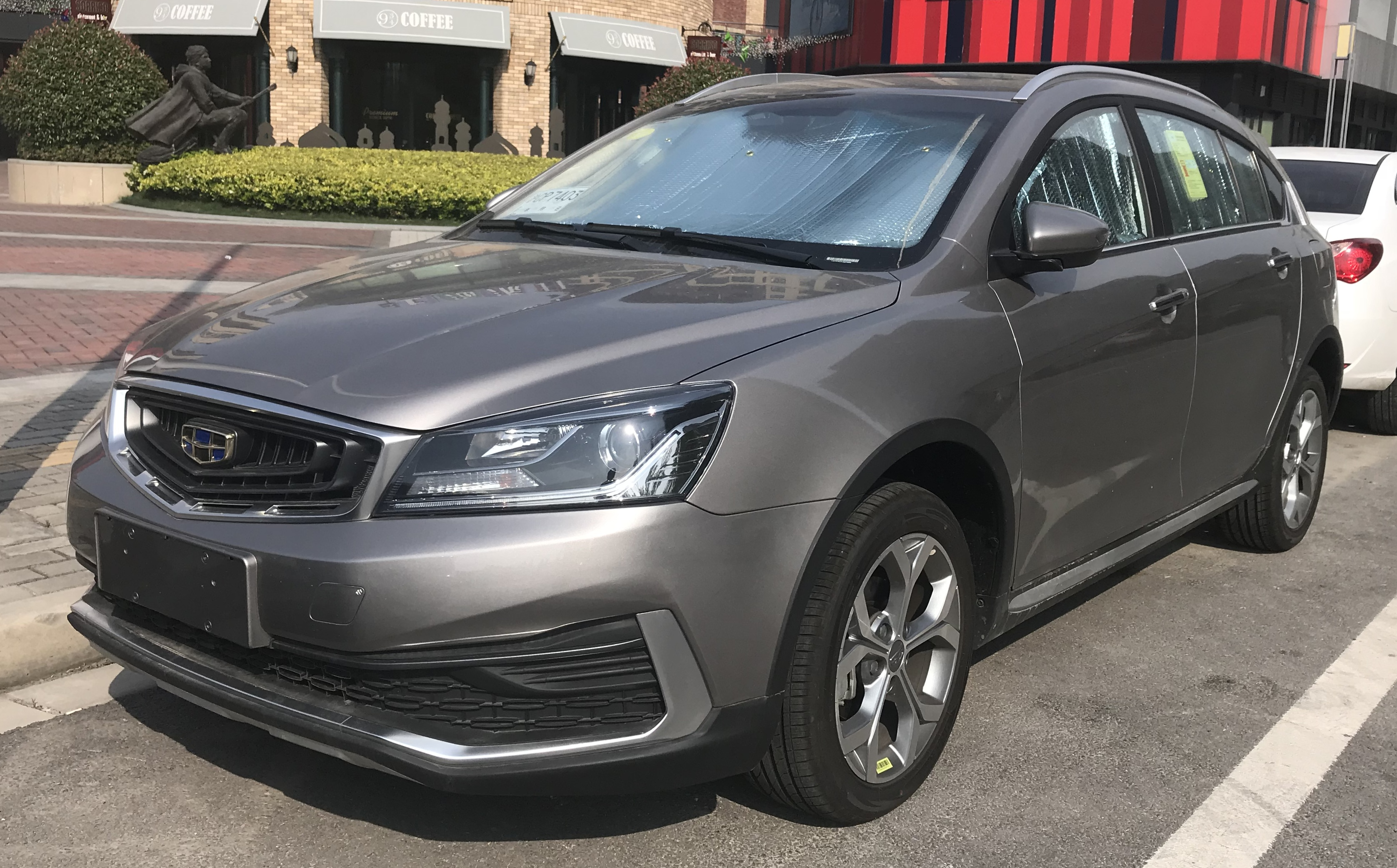
جيلي فيچن إس 1
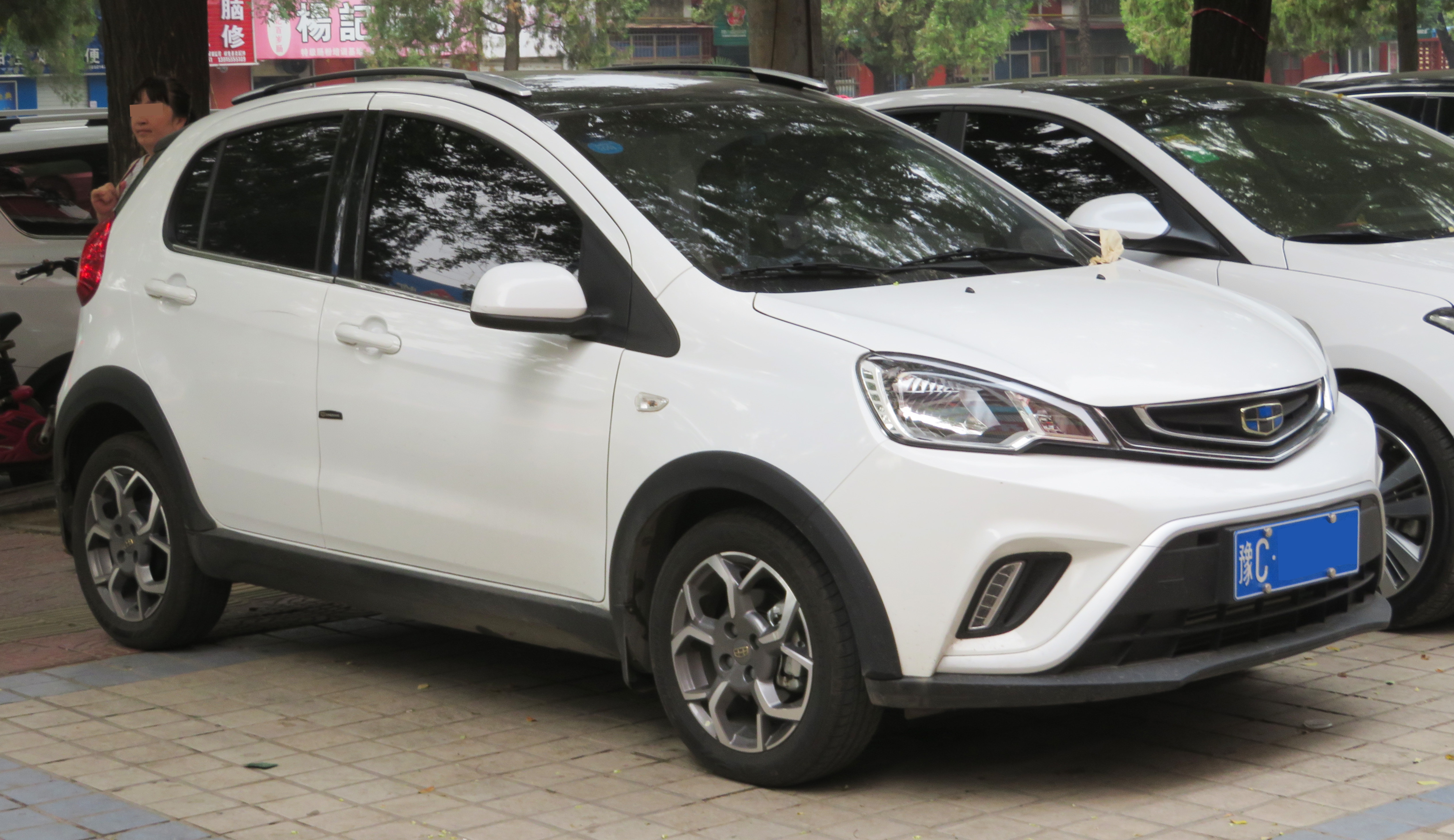
جيلي فيچن إكس 1
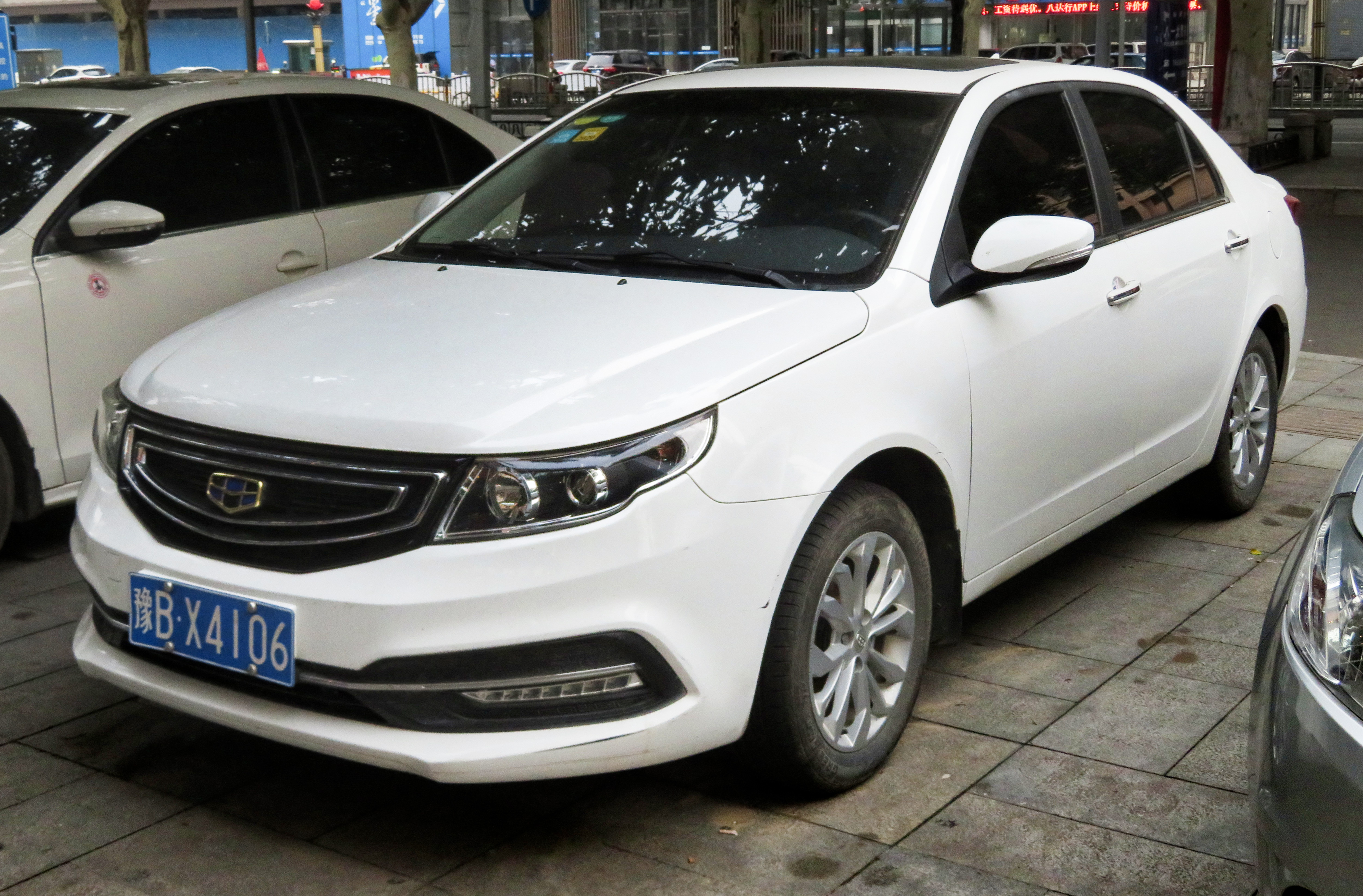
جيلي فيچن
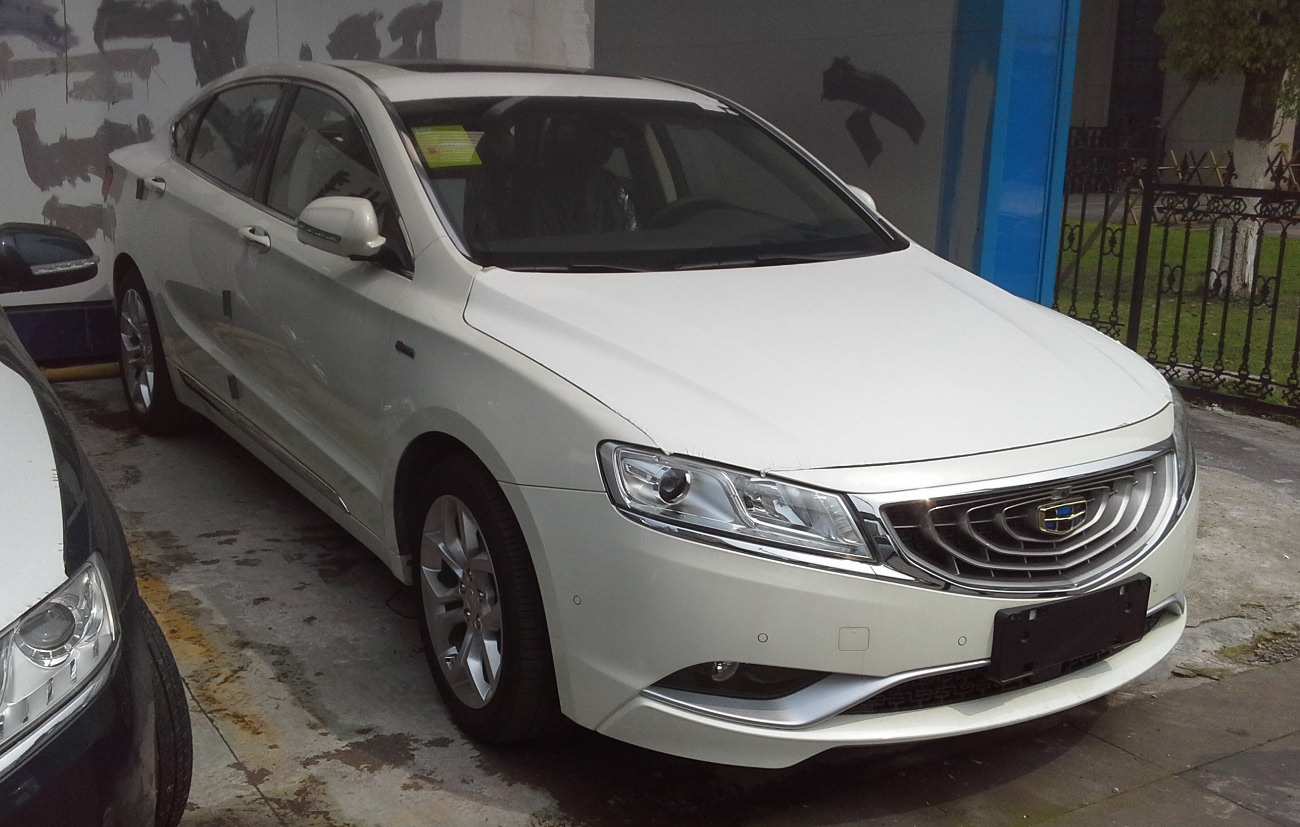
جيلي بوروي
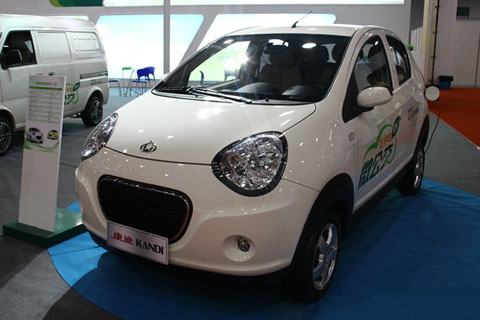
جيلي إل سي
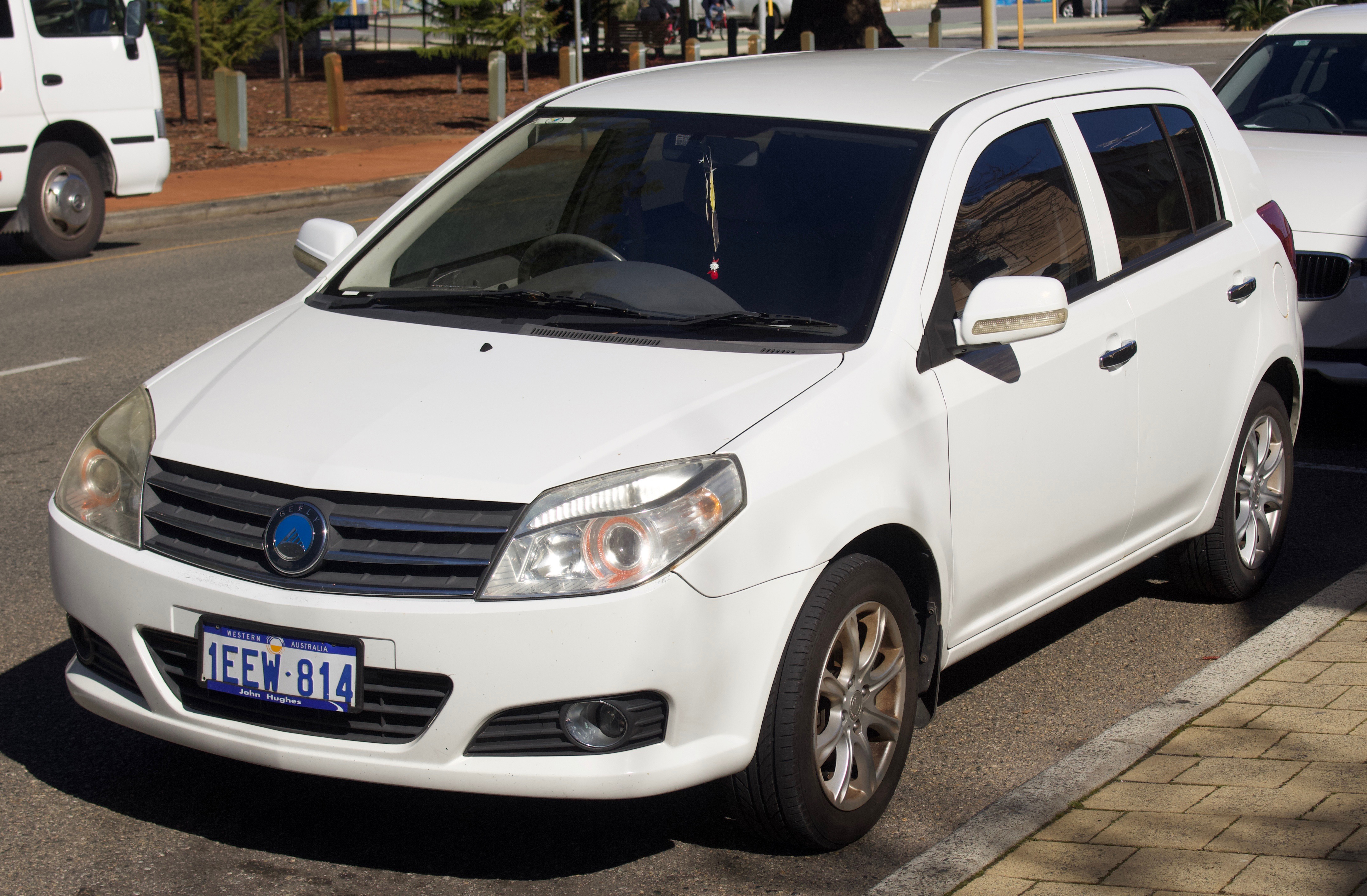
جيلي إم كيه
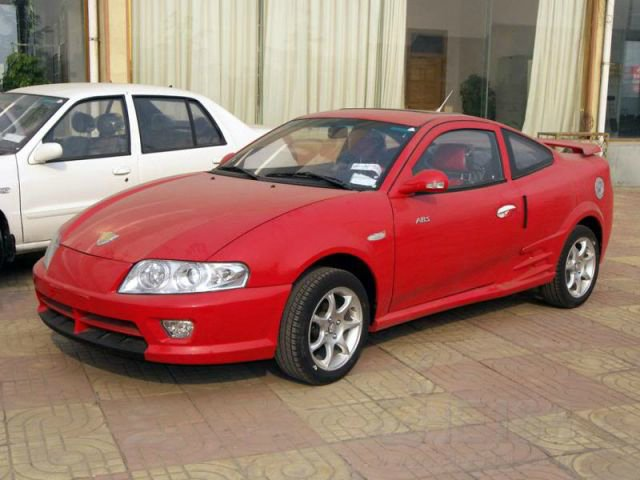
جيلي بي إل
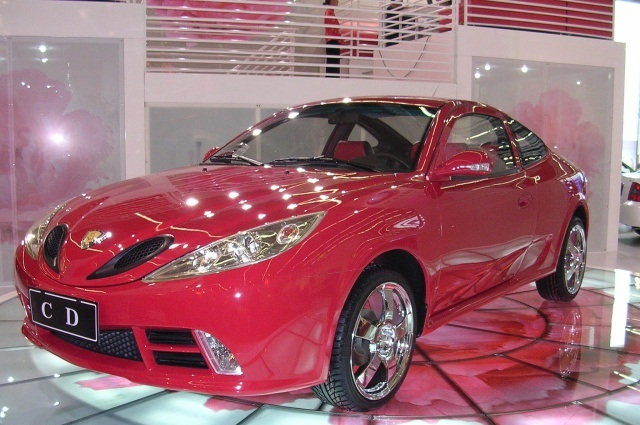
جيلي سي دي
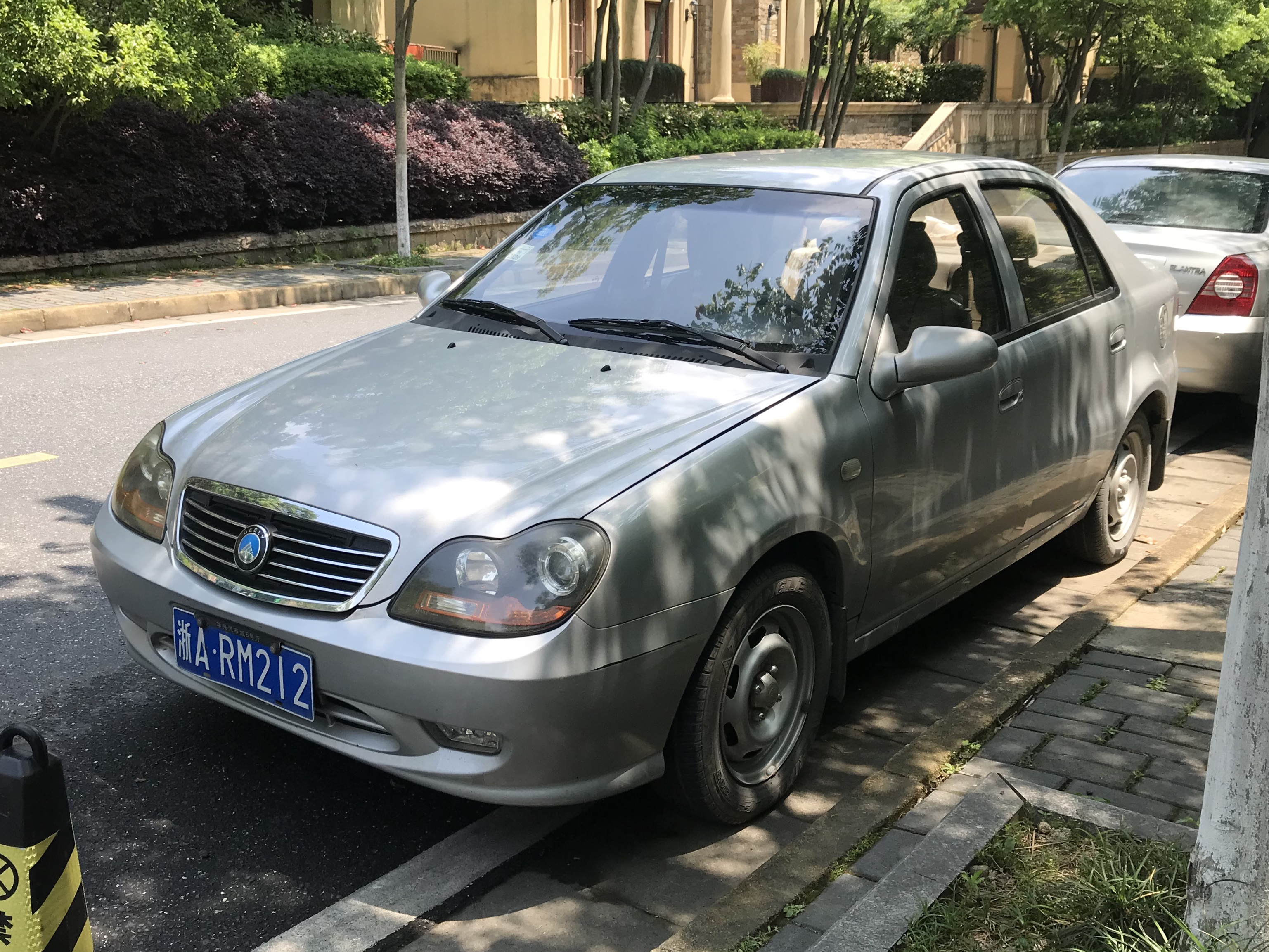
جيلي سي كيه
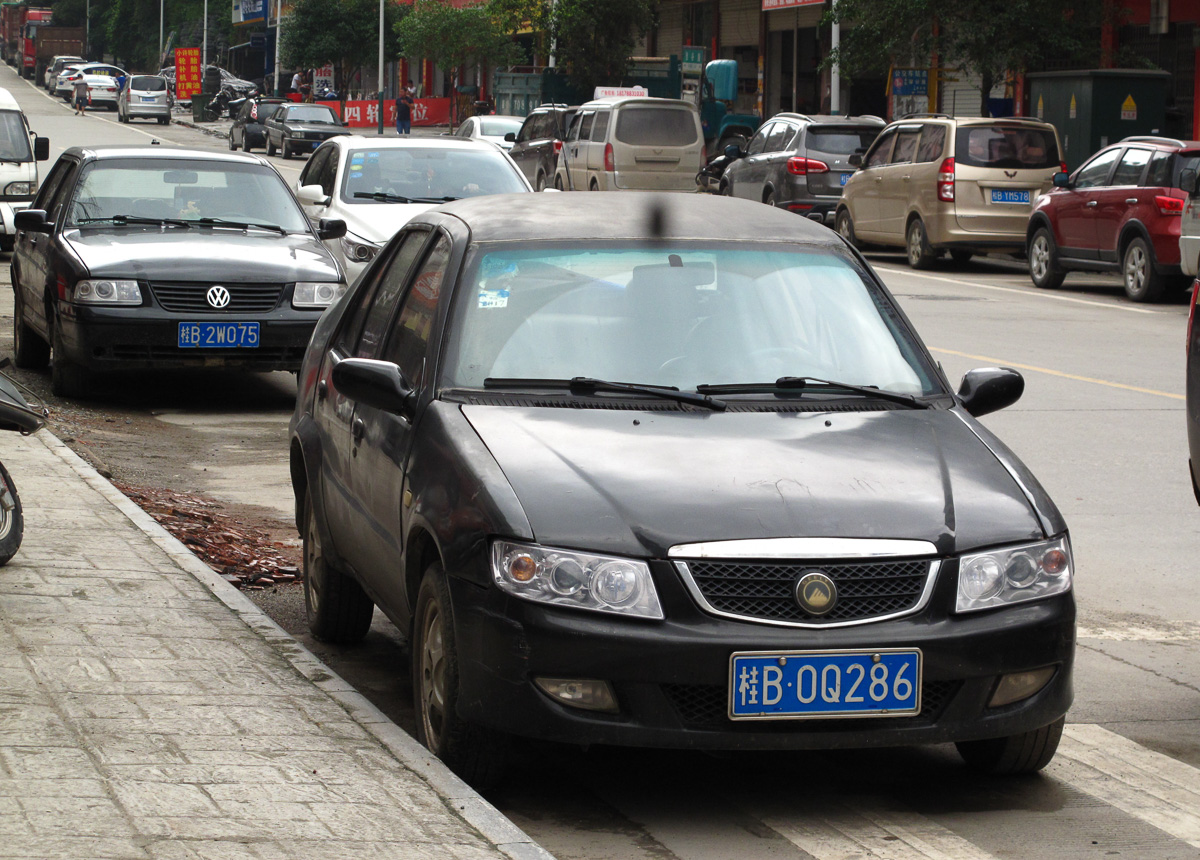
جيلي أوليو
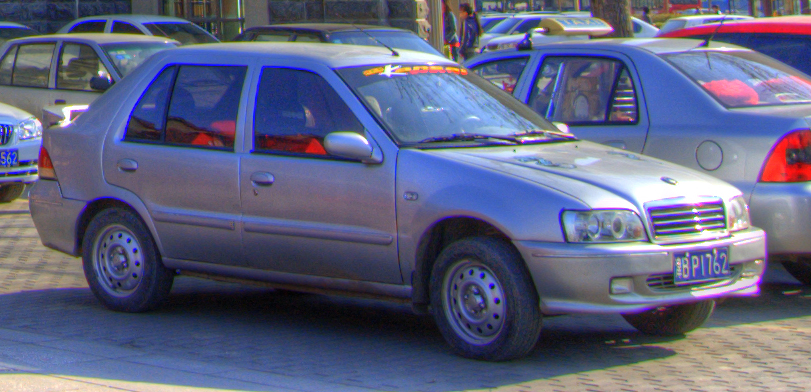
جيلي إم أر
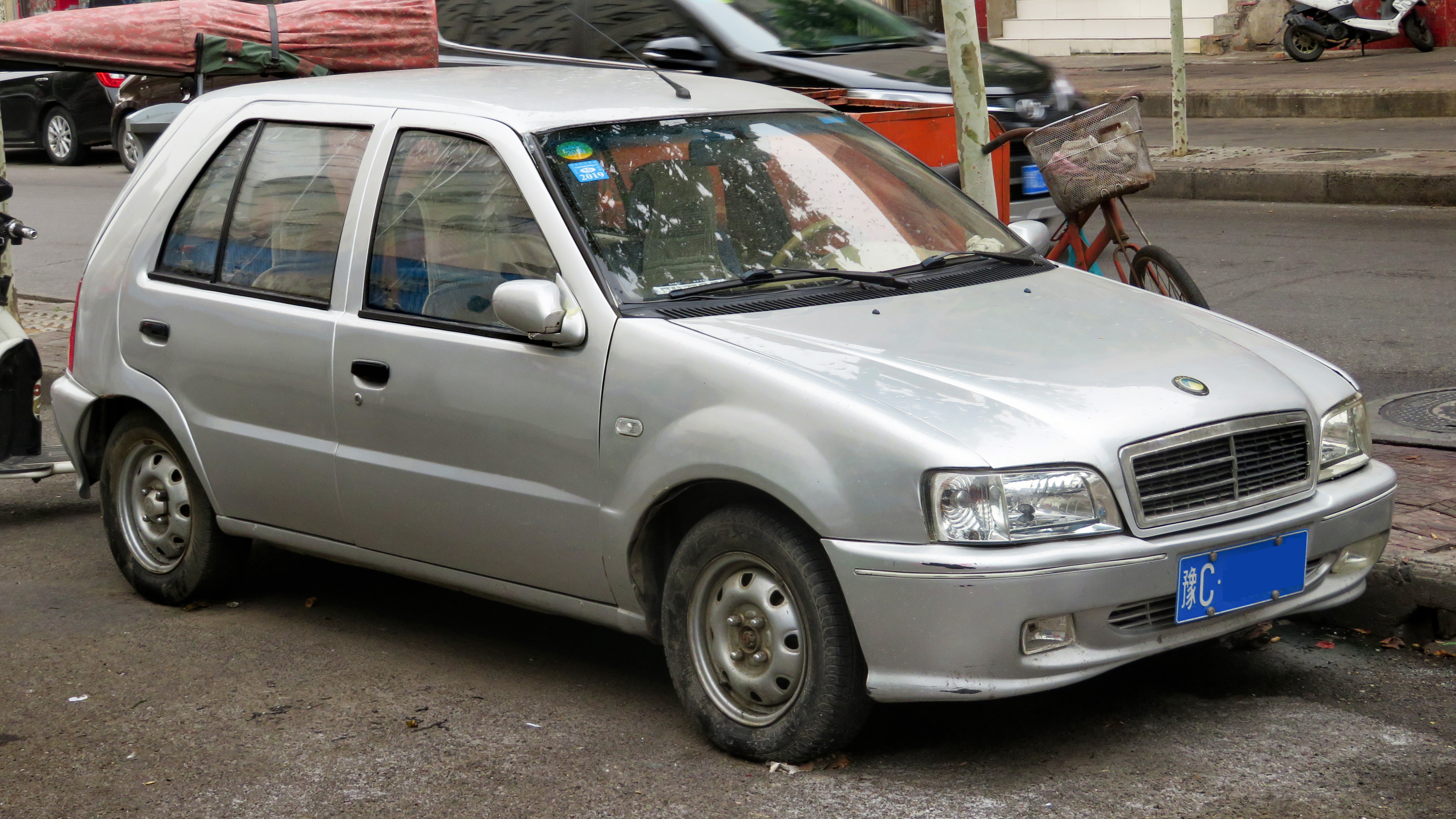
جيلي إتش كيو

#### سيارات الدفع الرباعي (إس يو في)
- جيلي جي إكس 9 (2014-2017)، سيارة دفع رباعي متوسطة الحجم

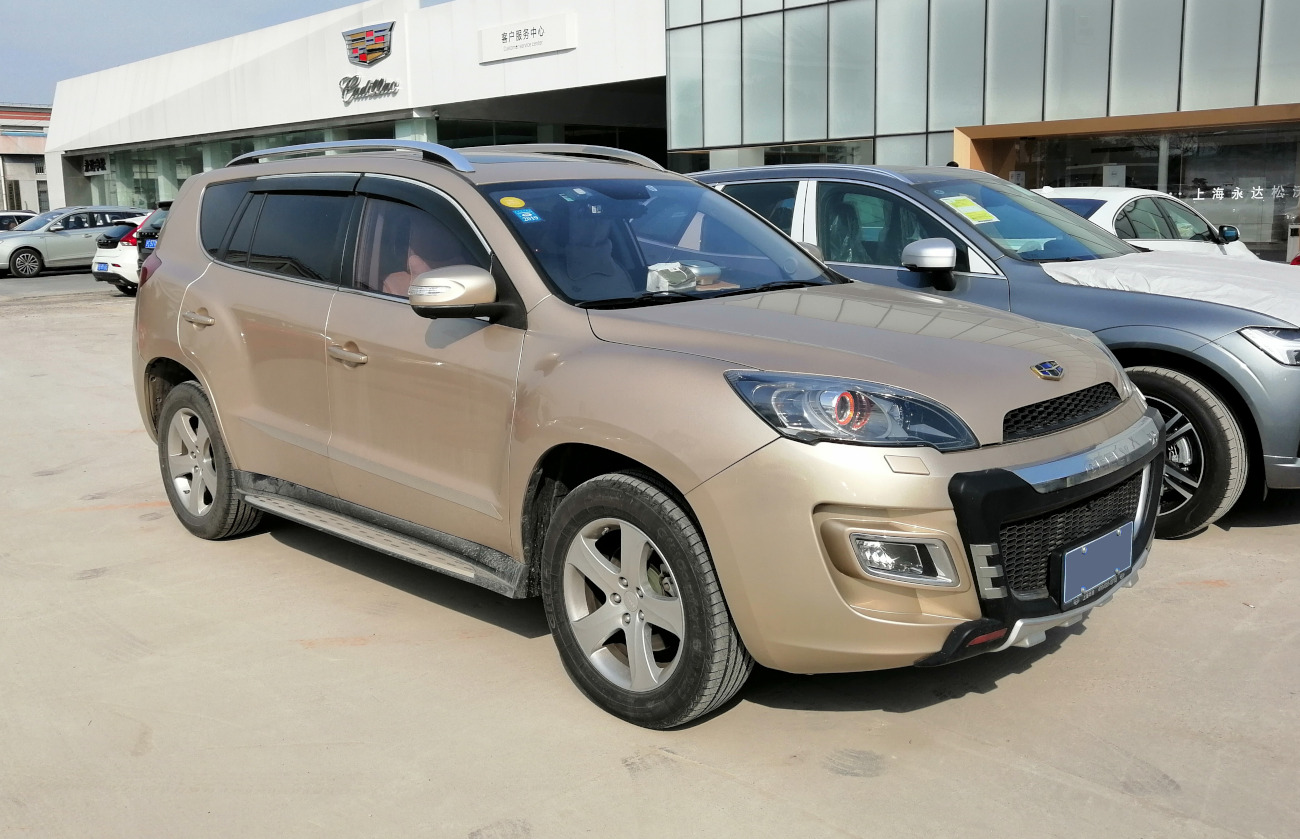
جيلي جي إكس 9

## المحركات
| اسم النموذج | قوة المحرك     | القدرة الدقيقة | نوع الوقود | السنة       |
| ----------- | -------------- | -------------- | ---------- | ----------- |
| JLC-4G15    | 103 - 106 حصان | 1498 سم3       | 92         | 2016        |
| JLY-4G15    | 98 - 106 حصان  | 1498 سم3       | 95         | 2009        |
| JLC-4G18    | 131 - 133 حصان | 1799 سم3       | 92         | 2016        |
| JLY-4G18    | 125 - 133 حصان | 1792 سم3       | 95         | 2007        |
| JLD-4G20    | 136 - 141 حصان | 1997 سم3       | 92         | 2010        |
| JLD-4G24    | 148 - 156 حصان | 2378 سم3       | 92         | 2010        |
| JLE-4G18TD  | 163 حصان       | 1799 سم3       | 95         | 2015 - 2019 |
| JLE-4G18TDB | 184 حصان       | 1799 سم3       | 95         | 2017        |
| JLH-3G15TD  | 150 - 180 حصان | 1477 سم3       | 95         | 2018        |
| JLH-4G20TDB | 238 حصان       | 1969 سم3       | 95         | 2019        |
| MR479Q      | 84 حصان        | 1342 سم3       | 92         | 1998 - 2016 |
| MR479QA     | 94 حصان        | 1498 سم3       | 92         | 2000 - 2016 |

## الخلافات
تلقى مفهوم جيلي جي إي لعام 2009 انتقادات لأنه يشبه سيارة رولز رويس.
تم رفع دعوى قضائية غير ناجحة ضد الشركة في أوائل العقد الأول من القرن الحادي والعشرين من قبل شركة تويوتا، التي زعمت أن جيلي "أشارت ضمنيًا في الإعلانات إلى أن بعض الأجزاء [المستخدمة في سيارات جيلي] من صنع تويوتا".

## المبيعات
| السنة  | المجموع   | جيلي                 | جيومتري              | جالاكسي              | لينك آند كو          | زيكر                 | ليفان/مابل           |
| ------ | --------- | -------------------- | -------------------- | -------------------- | -------------------- | -------------------- | -------------------- |
| 2009   | 325,413   | غير معلن / غير متوفر | غير معلن / غير متوفر | غير معلن / غير متوفر | غير معلن / غير متوفر | غير معلن / غير متوفر | غير معلن / غير متوفر |
| 2010   | 415,286   | غير معلن / غير متوفر | غير معلن / غير متوفر | غير معلن / غير متوفر | غير معلن / غير متوفر | غير معلن / غير متوفر | غير معلن / غير متوفر |
| 2011   | 421,385   | غير معلن / غير متوفر | غير معلن / غير متوفر | غير معلن / غير متوفر | غير معلن / غير متوفر | غير معلن / غير متوفر | غير معلن / غير متوفر |
| 2012   | 483,483   | غير معلن / غير متوفر | غير معلن / غير متوفر | غير معلن / غير متوفر | غير معلن / غير متوفر | غير معلن / غير متوفر | غير معلن / غير متوفر |
| 2013   | 549,518   | غير معلن / غير متوفر | غير معلن / غير متوفر | غير معلن / غير متوفر | غير معلن / غير متوفر | غير معلن / غير متوفر | غير معلن / غير متوفر |
| 2014   | 417,851   | غير معلن / غير متوفر | غير معلن / غير متوفر | غير معلن / غير متوفر | غير معلن / غير متوفر | غير معلن / غير متوفر | غير معلن / غير متوفر |
| 2015   | 509,863   | غير معلن / غير متوفر | غير معلن / غير متوفر | غير معلن / غير متوفر | غير معلن / غير متوفر | غير معلن / غير متوفر | غير معلن / غير متوفر |
| 2016   | 765,851   | غير معلن / غير متوفر | غير معلن / غير متوفر | غير معلن / غير متوفر | غير معلن / غير متوفر | غير معلن / غير متوفر | غير معلن / غير متوفر |
| 2017   | 1,247,116 | غير معلن / غير متوفر | غير معلن / غير متوفر | غير معلن / غير متوفر | غير معلن / غير متوفر | غير معلن / غير متوفر | غير معلن / غير متوفر |
| 2018   | 1,500,838 | غير معلن / غير متوفر | غير معلن / غير متوفر | غير معلن / غير متوفر | غير معلن / غير متوفر | غير معلن / غير متوفر | غير معلن / غير متوفر |
| 2019   | 1,361,560 | غير معلن / غير متوفر | غير معلن / غير متوفر | غير معلن / غير متوفر | غير معلن / غير متوفر | غير معلن / غير متوفر | غير معلن / غير متوفر |
| 2020   | 1,320,217 | غير معلن / غير متوفر | غير معلن / غير متوفر | غير معلن / غير متوفر | غير معلن / غير متوفر | غير معلن / غير متوفر | غير معلن / غير متوفر |
| 2021   | 1,328,029 | 1,046,186            | 55,320               | -                    | 220,516              | 6,007                | 4,945 (غير مشمول)    |
| 2022   | 1,432,988 | 975,391              | 149,389              | -                    | 180,127              | 71,941               | 56,140               |
| 2023   | 1,686,516 | 1,034,737            | 191,346              | 83,497               | 220,250              | 118,685              | 38,001               |
| مراجع: |           |                      |                      |                      |                      |                      |                      |

## انظر أيضّاً
- مجموعة تشجيانغ جيلي القابضة
- جيلي جيومتري
- جيلي جالاكسي
- زيكر

## وصلات خارجية
الموقع الرسمي